# De Lijn (vervoermaatschappij)

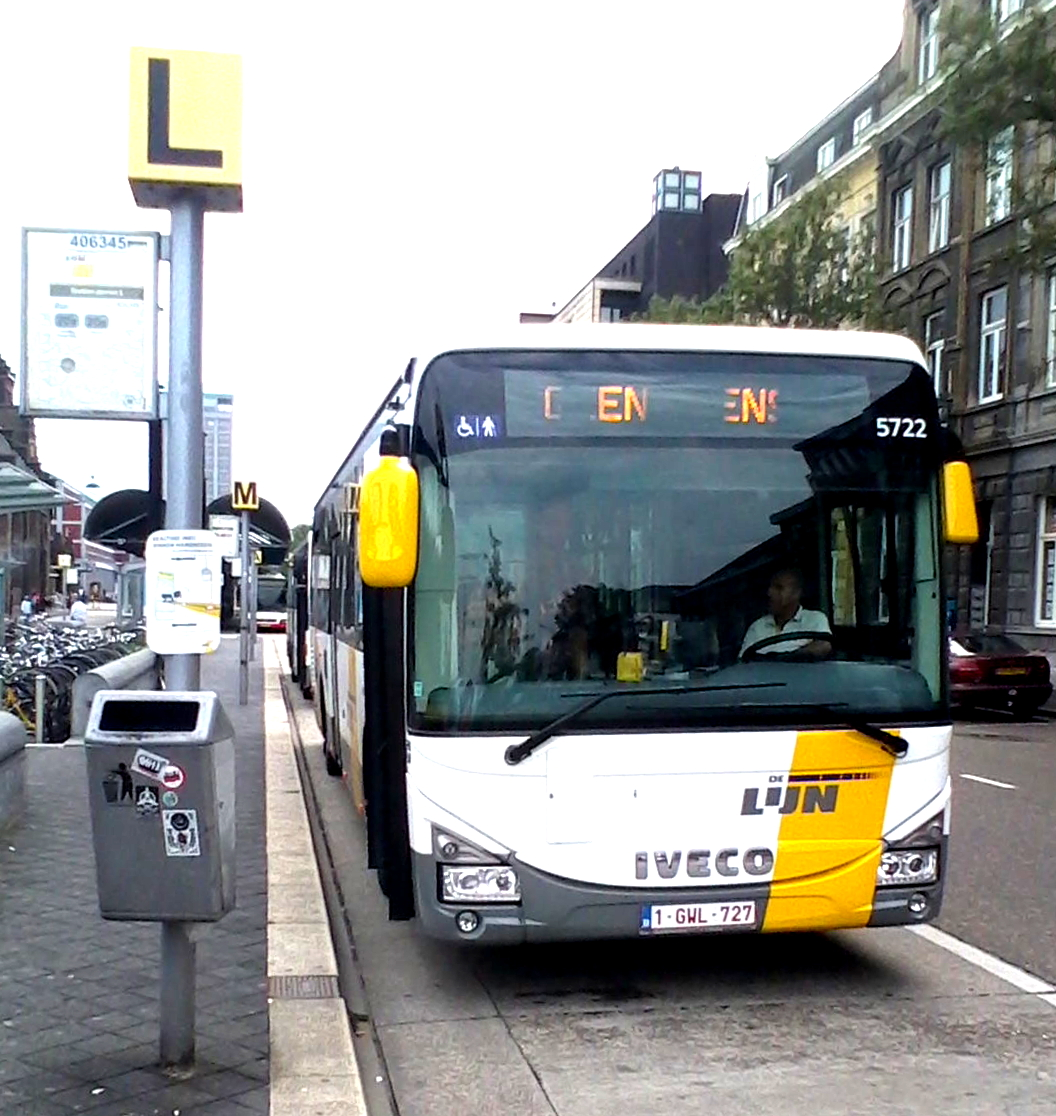
Iveco Crossway, die de Van Hool A600-bussen moet vervangen, wachtend op het station van Maastricht

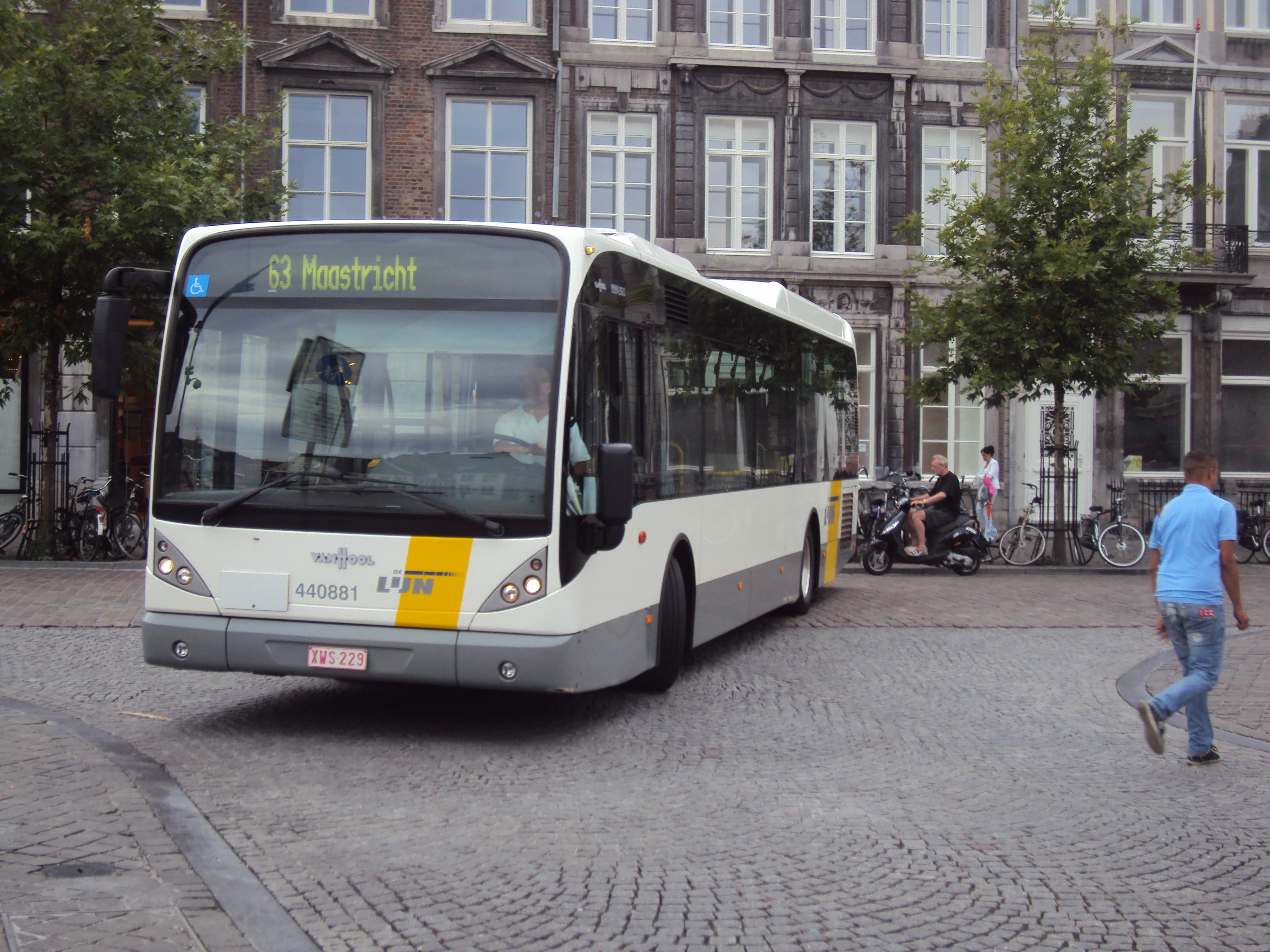
Van Hool A360 van exploitant Heidebloem in de binnenstad van Maastricht

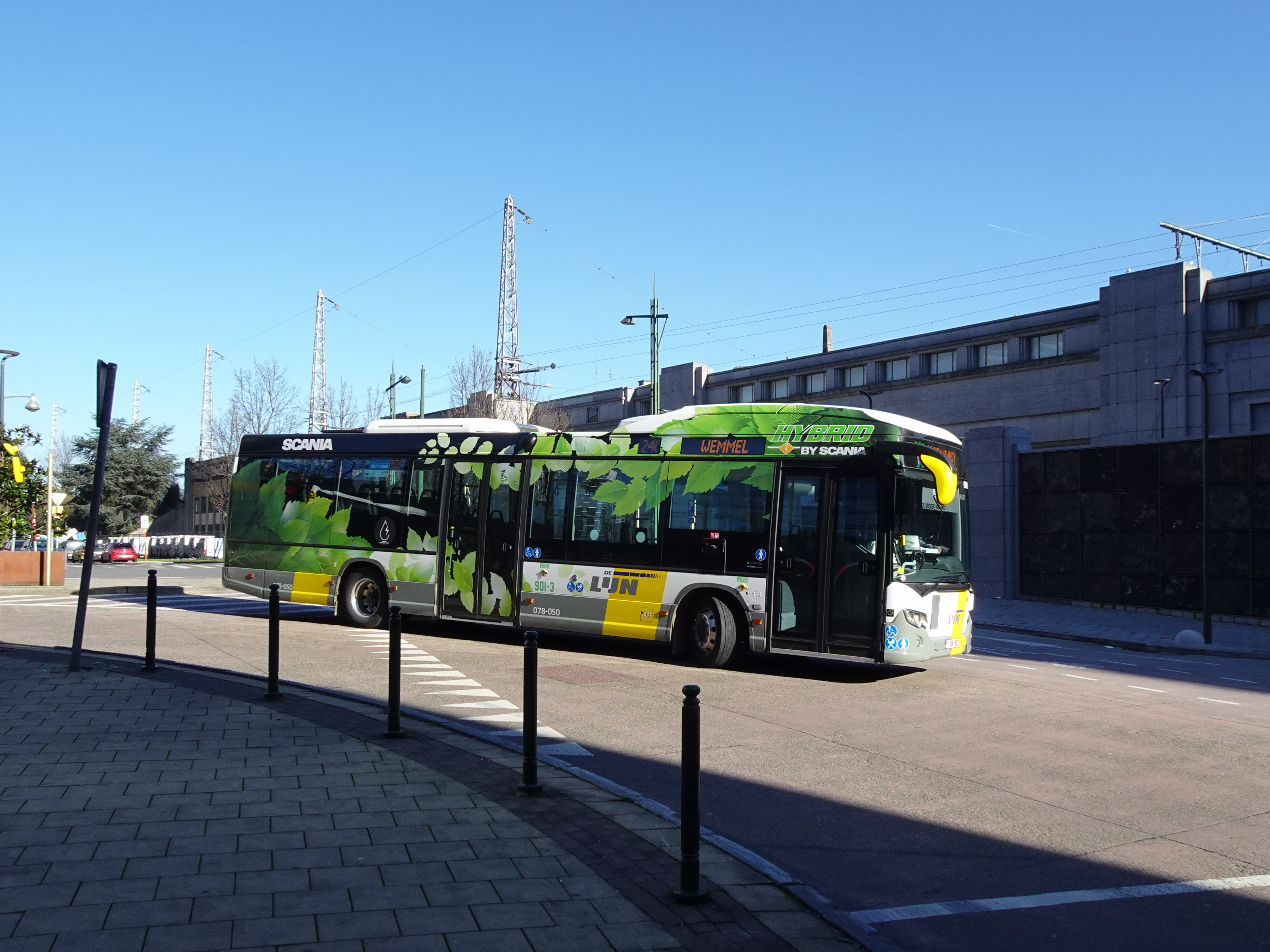
Prototype Scania Citywide hybrid van exploitant De Decker-Van Riet - Brussel-Noord

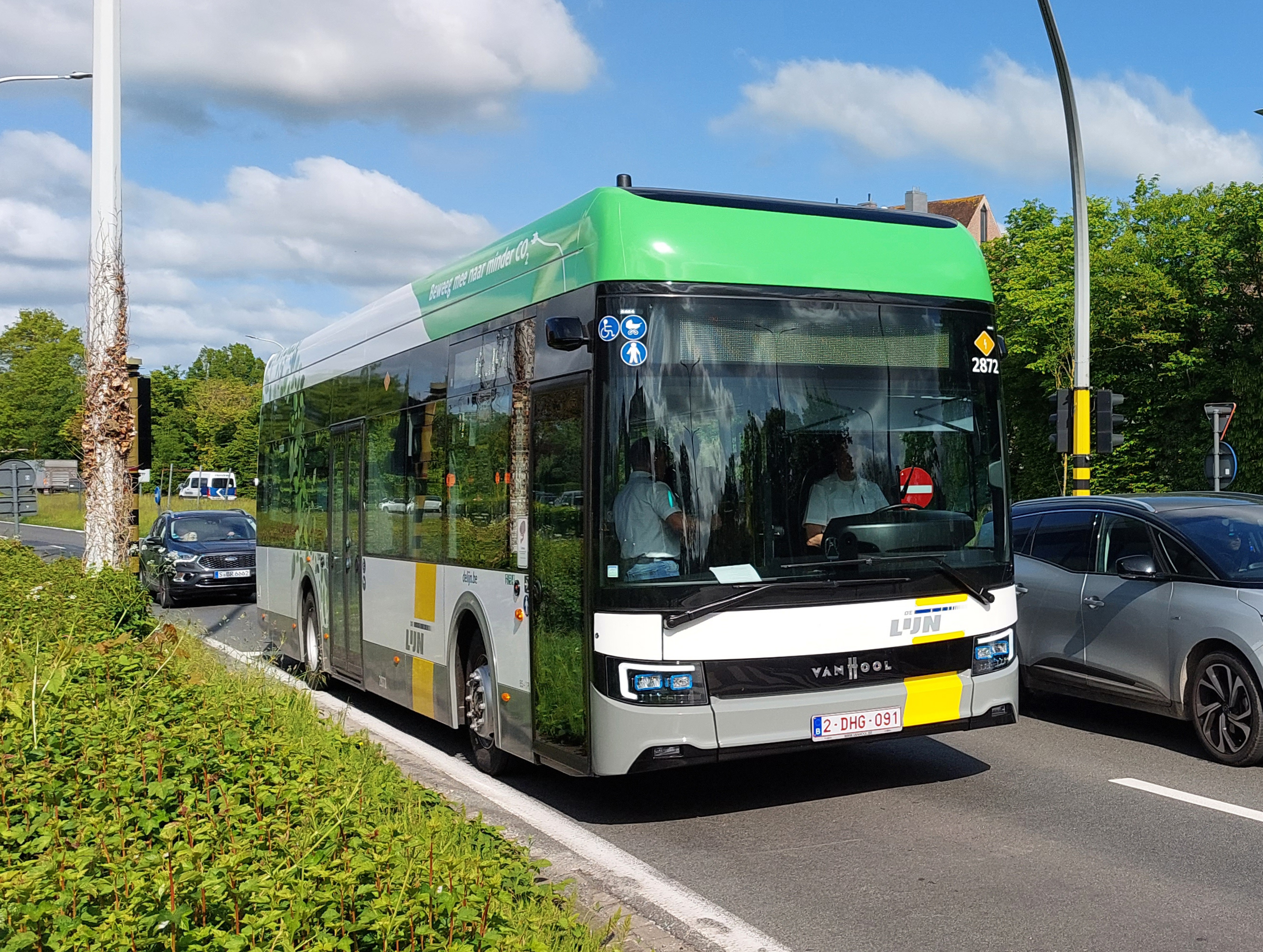
Batterij-elektrische bus van Van Hool

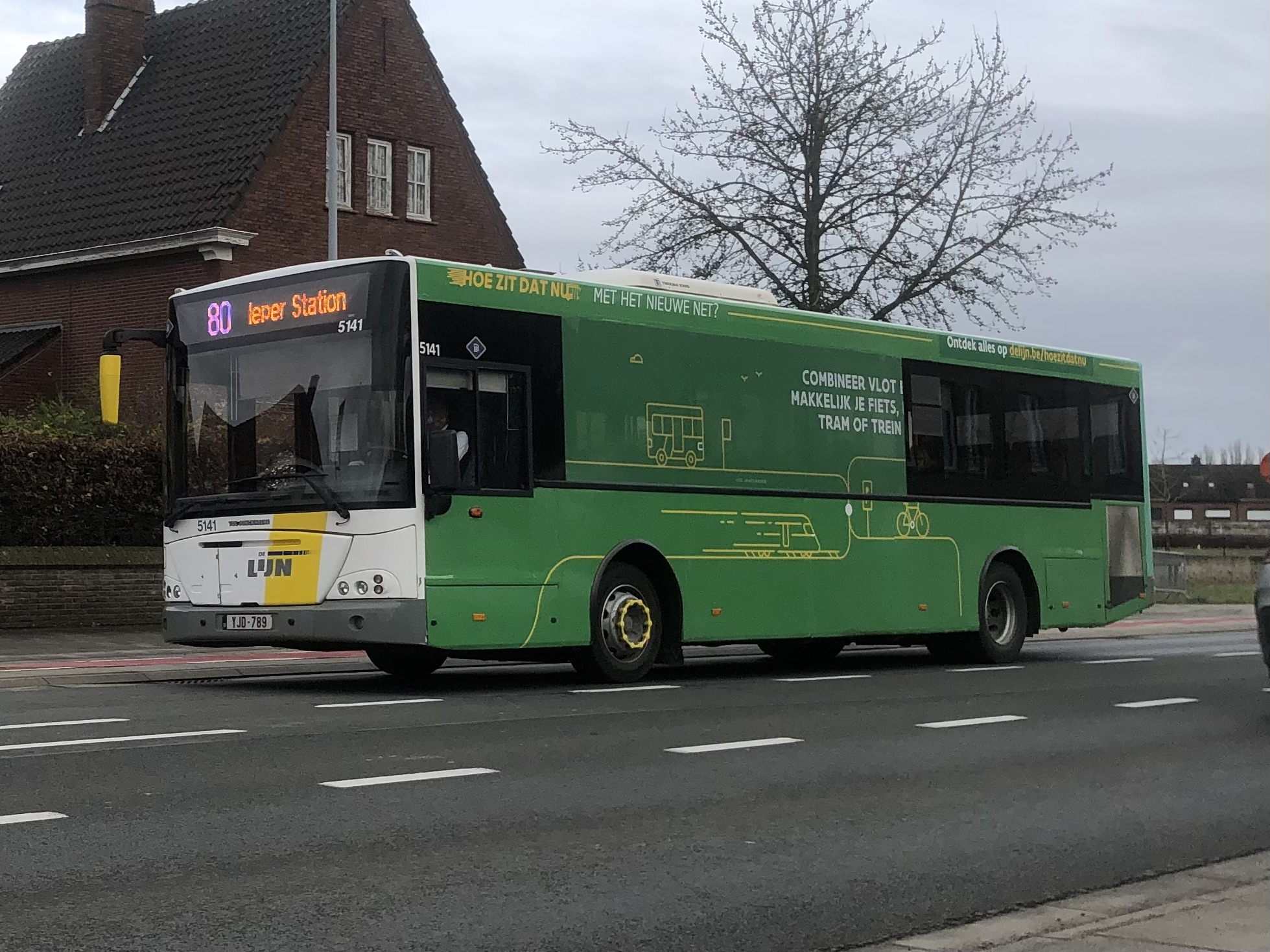
Deze VDL-Jonckheere Transit 2000 werd bestickerd door De Lijn over het nieuw net.

De Vlaamse Vervoermaatschappij De Lijn is het extern verzelfstandigd agentschap binnen het Beleidsdomein Mobiliteit & Openbare Werken van de Vlaamse overheid dat instaat voor het stedelijk en regionaal openbaar vervoer in het Vlaams Gewest.
De Lijn rijdt in heel Vlaanderen maar ook in, van en naar het Brussels Hoofdstedelijk Gewest, enkele Waalse gemeenten (Moeskroen, Komen, Edingen, Waver, Borgworm, Luik, etc.) en in de grensstreek met Nederland (Sluis, Breskens, Hulst, Baarle-Nassau, Tilburg, Reusel en Maastricht).
In 2022 bood De Lijn 203 miljoen kilometer aan; hiervan maakten bijna 245,3 miljoen reizigers gebruik.

## Het bedrijf

### Oorsprong
De Lijn is in 1991 ontstaan uit de opsplitsing van de Nationale Maatschappij van Buurtspoorwegen (NMVB) in een Vlaams en een Waals deel. Het Vlaamse deel werd gefuseerd met de Maatschappij voor het Intercommunaal Vervoer te Antwerpen (MIVA) en de Maatschappij voor Intercommunaal Vervoer te Gent (MIVG) - de stedelijke vervoerbedrijven in respectievelijk Antwerpen en Gent - tot de Vlaamse Vervoermaatschappij (De Lijn). Het Waalse deel werd na een fusie met de stedelijke vervoerbedrijven van Charleroi (STIC), Luik (STIL) en Verviers (STIV) de Waalse Vervoermaatschappij SRWT (TEC).
De oprichting van De Lijn en TEC is een rechtstreeks gevolg van de derde staatshervorming, waardoor het stads- en streekvervoer door de bijzondere wet van 8 augustus 1980 werd geregionaliseerd. In het Brussels Hoofdstedelijk Gewest en enkele randgemeenten bleef de Maatschappij voor het Intercommunaal Vervoer te Brussel (MIVB/STIB) instaan voor het metro-, tram- en busvervoer.

### Aandeelhouderschap
Het kapitaal van De Lijn bedraagt 53.951.000 euro en is verdeeld over 2.706.052 aandelen. Het Vlaams Gewest is met 81,55% van de aandelen de hoofdaandeelhouder. 10,92% van de aandelen is in handen van 224 (van de 308) Vlaamse gemeenten, 6,76% van de vijf Vlaamse provincies, 0,63% van het Brussels Hoofdstedelijk Gewest en 0,14% van particulieren.
De verdeling van de aandelen gaat grotendeels terug naar de oorsprong van de NMVB. Vanaf 1885 ontstond in België een wijdverspreid net van buurttramlijnen. Voor elke tramlijn werd het kapitaal samengebracht door de Belgische staat, de betrokken provincie(s) en gemeenten en in sommige gevallen ook door geïnteresseerde particulieren. Deze laatsten waren meestal notabelen, trambedrijven die de lijn in exploitatie namen of bedrijven die baat hadden bij de aanleg van de tramlijn.
Bij de ontbinding van de NMVB, werd het kapitaal van het Vlaamse deel samengevoegd met dat van de MIVG en van de MIVA. De aandelen van de Belgische staat gingen over naar het Vlaams Gewest.
In 2007 werd het kapitaal van De Lijn verhoogd in functie van de oprichting van het dochterbedrijf nv LijnInvest. De toenmalige kapitaalverhoging van 24,44 miljoen euro ging gepaard met de uitgifte van 977.600 nieuwe aandelen. Ook de minderheidsaandeelhouders kregen de kans om in te schrijven op de kapitaalverhoging. Zij tekenden uiteindelijk in op 6.961 nieuwe aandelen.
Door de overlevering uit het verleden telt De Lijn dus nu nog steeds een aantal particuliere aandeelhouders en zijn gemeenten waar er indertijd nooit een tram heeft gereden (bijvoorbeeld Balen, Gistel, Landen, Lommel, Ronse ...) geen medeaandeelhouder van het vervoerbedrijf.

### Bestuur en organisatie
| Periode      | Voorzitter          |
| ------------ | ------------------- |
| 1991 - 1993  | Marc Van Santvoort  |
| 1993 - 2015  | Jos Geuens          |
| 2015 - 2022  | Marc Descheemaecker |
| 2022 - 2025  | Johan Sauwens       |
| 2025 - heden | Joris Vandenbroucke |

| Periode      | CEO               |
| ------------ | ----------------- |
| 1991 - 2001  | Hugo Van Wesemael |
| 2002 - 2009  | Ingrid Lieten     |
| 2009 - 2020  | Roger Kesteloot   |
| 2021 - heden | Ann Schoubs       |

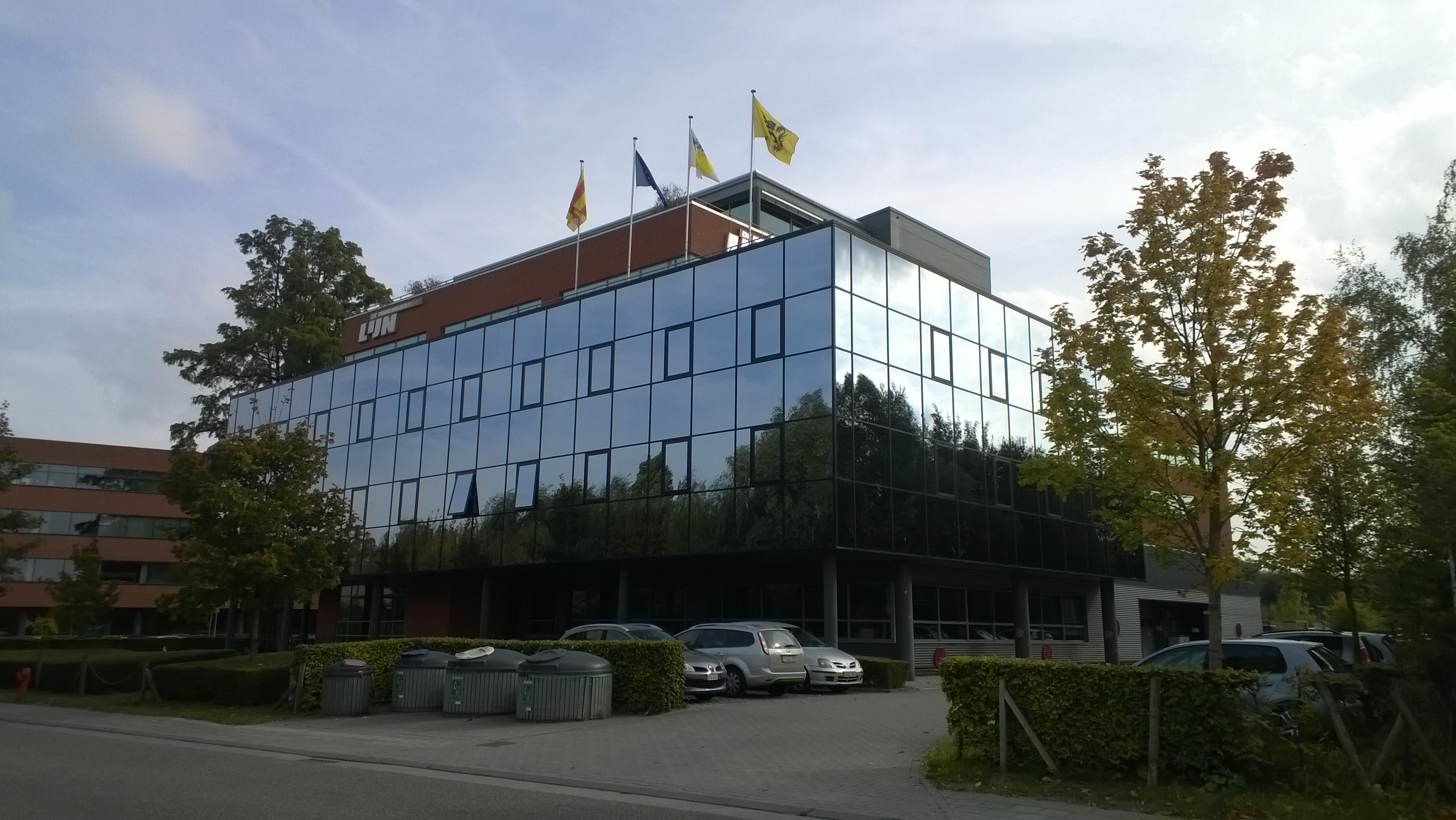
Het Lijnhuis, zetel van De Lijn te Mechelen

De zetel van het bedrijf bevindt zich in het Lijnhuis te Mechelen waar zich ook het grootste deel van de Centrale Diensten bevinden. Daarnaast zijn er vijf exploitatie-entiteiten die ongeveer samenvallen met de vijf Vlaamse provincies. De entiteitszetels bevinden zich in Antwerpen, Gent (Gentbrugge), Hasselt, Leuven en Oostende.
De Centrale Diensten staan in voor de coördinatie van het beleid, de ondersteuning van de entiteiten en voor diverse ondersteunende diensten (boekhouding, rekrutering en selectie, abonnementendienst, klantenreacties, inkoop …). De entiteiten zijn verantwoordelijk voor de exploitatie (planning, controle en exploitatie van het tram- en ongeveer de helft van het busaanbod), techniek (onderhoud van trams en bussen, infrastructuur …) en voor de lokale communicatie naar de klanten en het onderhouden van nauwe relaties met de stakeholders (gemeentebesturen, wegbeheerders …).
De vijf entiteiten zijn voor de exploitatie onderverdeeld in totaal zestien exploitatieregio's. Bussen en trams worden gestald in circa 60 stelplaatsen.
Sinds 2021 is Ann Schoubs directeur-generaal (CEO). Zij trad aldus in de voetsporen van Roger Kesteloot. Die laatste volgde Ingrid Lieten op, die het overheidsbedrijf van 1 januari 2002 tot 13 juli 2009 geleid had. Op 13 november 2020 liet de Vlaamse Overheid weten dat Kesteloot op 1 januari 2021 zou worden vervangen door Ann Schoubs.
Hugo Van Wesemael was van 1991 tot 2001 de eerste directeur-generaal.
De raad van bestuur is het hoogste bestuursorgaan. Sinds 2025 wordt de raad voorgezeten door Joris Vandenbroucke, die daarmee Johan Sauwens opvolgt.
De algemene vergadering van aandeelhouders komt jaarlijks samen voor de goedkeuring van het jaarverslag en -rekening en de kwijting aan de bestuurders.
De Lijn behoort tot het beleidsdomein Mobiliteit & Openbare Werken en staat onder de voogdij van de voor dit domein bevoegde Vlaams minister. Sinds 30 september 2024 is dit Annick De Ridder, Vlaams minister van Mobiliteit en Openbare Werken.

### Decreten, statuten en beheersovereenkomst

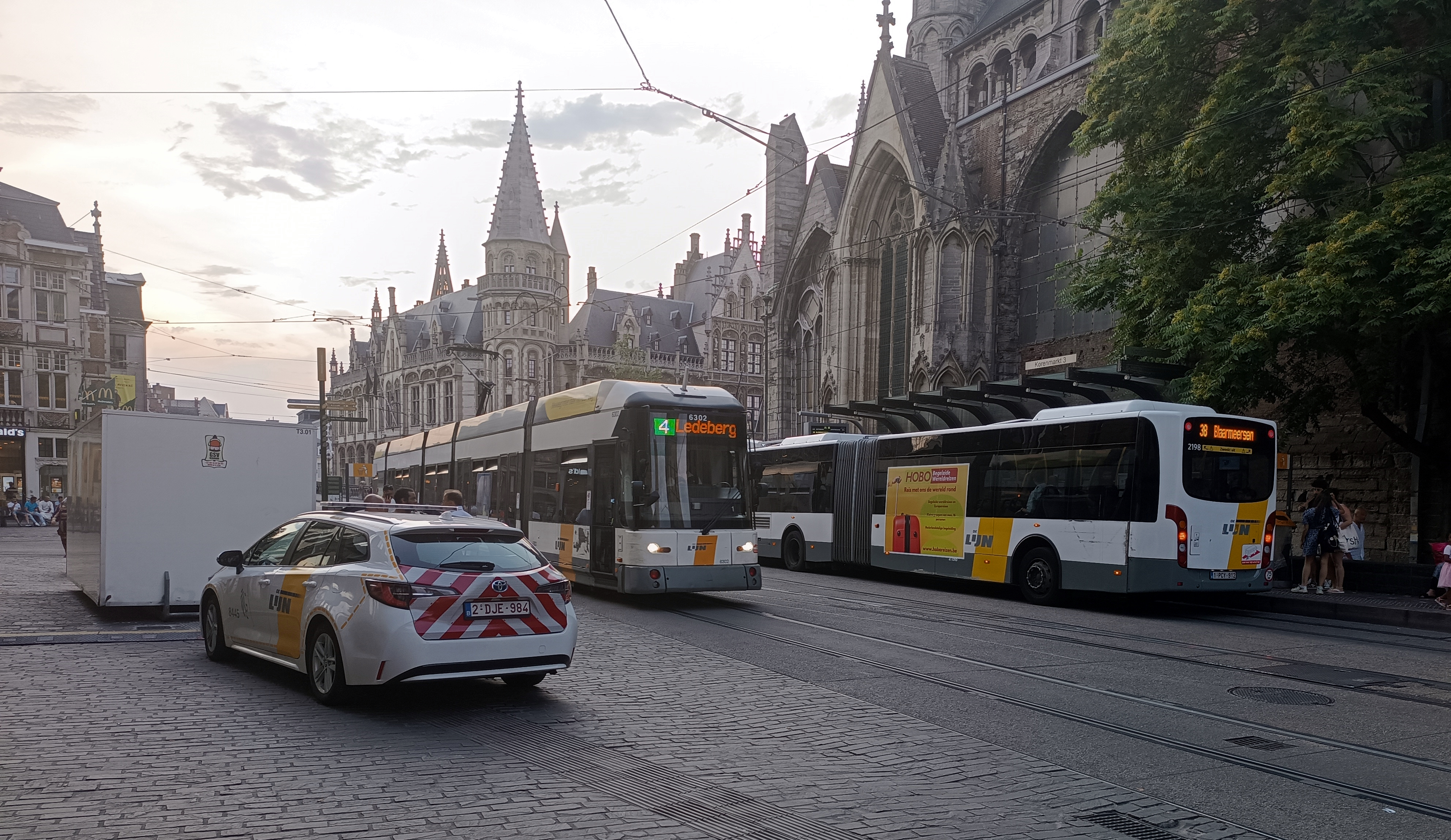
Hulpvoertuig, tram en bus De Lijn in Gent

Het bedrijf werd opgericht bij decreet van 31 juli 1990 tot oprichting van de Vlaamse Vervoermaatschappij De Lijn. Decreet en de statuten bepalen samen de grote lijnen van het regelgevend kader maar daarnaast is het bedrijf nog gebonden aan tal van andere decreten, besluiten van de Vlaamse Regering en ministeriële besluiten.
Sinds het ontstaan in 1991 zijn de strategische en operationele doelstellingen van De Lijn samen met de financiële en andere verbintenissen van het bedrijf en de Vlaamse overheid opgenomen in een beheersovereenkomst. Deze wordt afgesloten tussen de Vlaamse Regering en de raad van bestuur. Een beheersovereenkomst loopt ongeveer samen met de legislatuur van een regering en de uitvoering wordt elk jaar geëvalueerd door de commissie Mobiliteit & Openbare Werken van het Vlaams Parlement. Sinds 1 januari 2017 heeft De Lijn met de Vlaamse Regering een nieuwe beheersovereenkomst die loopt tot eind 2020.

### Interne operator
Het monopolie op de uitvoering van het geregeld vervoer is decretaal en dus voor onbepaalde duur vastgelegd. De Europese regelgeving, meer bepaald verordening 1370/2007 van het Europees Parlement en de Raad van 23 oktober 2007 betreffende het openbaar personenvervoer per spoor en over de weg laat dit niet langer toe. De verordening bepaalt onder meer dat de organiserende overheid het openbaar vervoer uiterlijk tegen 2019 ofwel volledig moet uitbesteden aan een privé-partner of het moet laten uitvoeren door een eigen bedrijf of zogenaamde interne operator.
De toewijzing van een interne operator wordt voorafgegaan door een zogenaamde challengeperiode van één jaar. Tijdens dit jaar kan een eventuele uitdager op de proppen komen met een voorstel om dezelfde dienstverlening uit te voeren tegen een lagere kostprijs en/of een beter aanbod op de markt te brengen.
De intentie tot aanduiding van De Lijn als interne operator verscheen op 22 juni 2016 in het Europees Publicatieblad. De aanstelling geldt van 1 juli 2017 tot 31 december 2020 voor de uitvoering van het kern- en aanvullend net.

## Aanbod

### Geregeld vervoer

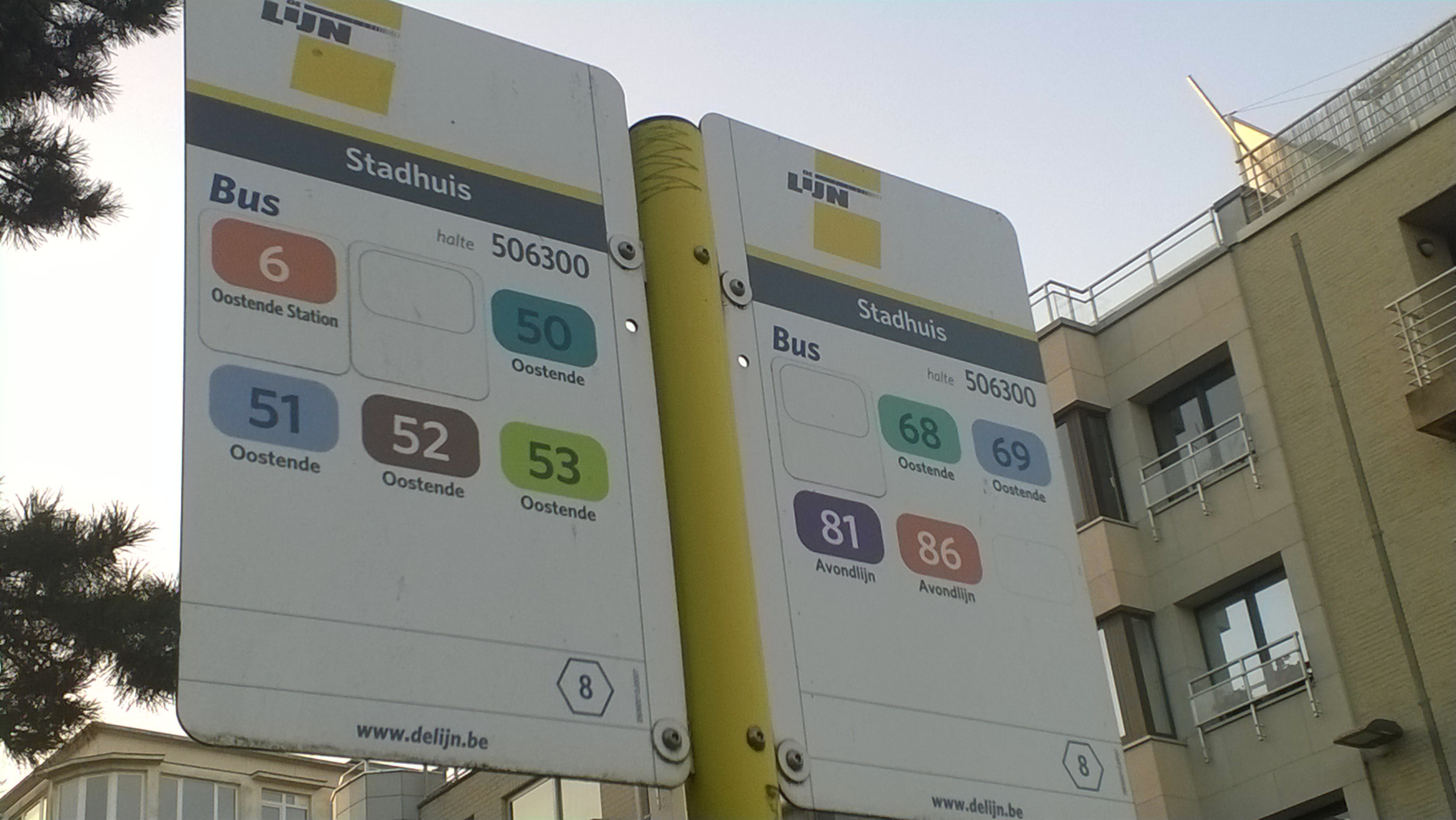
Elke halte van De Lijn wordt aangegeven door een haltebord

De Lijn heeft in het Vlaams Gewest het monopolie voor het organiseren van het geregeld openbaar stads- en streekvervoer. Geregeld vervoer betekent dat het aanbod bestaat uit vaste lijnen met een voorafgaandelijk gekende dienstregeling. Op- en afstappen kan uitsluitend aan een halte.
In landelijke gebieden wordt soms afgeweken van een vaste lijn en rijdt er een kleine belbus. De belbus rijdt maar uit na telefonische reservatie en bedient in een bepaald gebied alle haltes waarvoor voorafgaandelijk een reservatie is geboekt. De dienstregeling is er daarom minder vast: meestal is er enkel een vaste vertrek- en aankomsttijd aan een hoofdhalte (meestal een NMBS-station). Dit wordt ook vraagafhankelijk vervoer genoemd.
Naast het vervoer per autobus, baat De Lijn drie tramnetten uit in Antwerpen, Gent en langs de Belgische kust. In Antwerpen rijdt de tram gedeeltelijk ondergronds als premetro.
Tot 2008 reden op de Gentse stadslijn 3 ook trolleybussen.

### Soorten lijnen
De Lijn verzorgt stadsvervoer in de dertien centrumsteden Aalst, Antwerpen, Brugge, Genk, Gent, Hasselt, Kortrijk, Leuven, Mechelen, Oostende, Roeselare, Sint-Niklaas en Turnhout. Er zijn ook een of enkele stadslijnen in de kleine steden Ieper, Knokke-Heist, Lier, Menen, Ronse, Sint-Truiden en Tongeren.
Tussen de steden rijden streeklijnen die sterk kunnen verschillen in frequentie: deze kan variëren van een voertuig om de tien minuten (bijvoorbeeld op de kusttram tijdens de zomermaanden, lijnenbundel 410 Antwerpen - Turnhout …) tot slechts een of enkele ritten op schooldagen.
De bediening van de ruime regio rond de grotere steden Antwerpen, Brussel en Gent wordt aangevuld met versterkingsritten en/of voorstedelijke lijnen.
Belbussen zorgen voor een gebiedsdekkende bediening van talrijke landelijke en soms voorstedelijke gebieden. Het aanbod van De Lijn telt circa 115 belbusgebieden waarvan het merendeel in Limburg, West- en Oost-Vlaanderen.
Als gevolg van de slechte ontsluiting van het Maasland en Noord-Limburg door de NMBS, startte De Lijn in 1991 met een aantal langeafstands-snelbuslijnen vanuit Maaseik en Bocholt naar Brussel en Antwerpen. Deze lijnen maken grotendeels gebruik van de autosnelwegen, hebben een beperkt aantal haltes en volgen het tarief van de NMBS.
In enkele steden (Brugge, Gent, Oostende) biedt De Lijn (soms beperkt tot het weekend) ook nachtvervoer aan. De lijnvoering wijkt in deze gevallen meestal wel af van het net overdag.
Ter gelegenheid van festivals (Rock Werchter, Pukkelpop, Tomorrowland …), evenementen (Gentse Feesten …) en op oudejaar zorgt De Lijn voor extra vervoer. Het aanbod hiervan wordt dikwijls mee bekostigd door de organisatoren en/of de bediende gemeenten of provincies.
Bij geplande spoorwerken of ongeplande onderbrekingen van het spoorwegverkeer (ongevallen), doet de NMBS in het Vlaams Gewest beroep op De Lijn om treindiensten te vervangen. Sinds enkele jaren doet de NMBS beroep op private busmaatschappijen voor het vervangen van treinen. De Lijn voert geen ritten meer uit voor de NMBS.

### Exploitanten

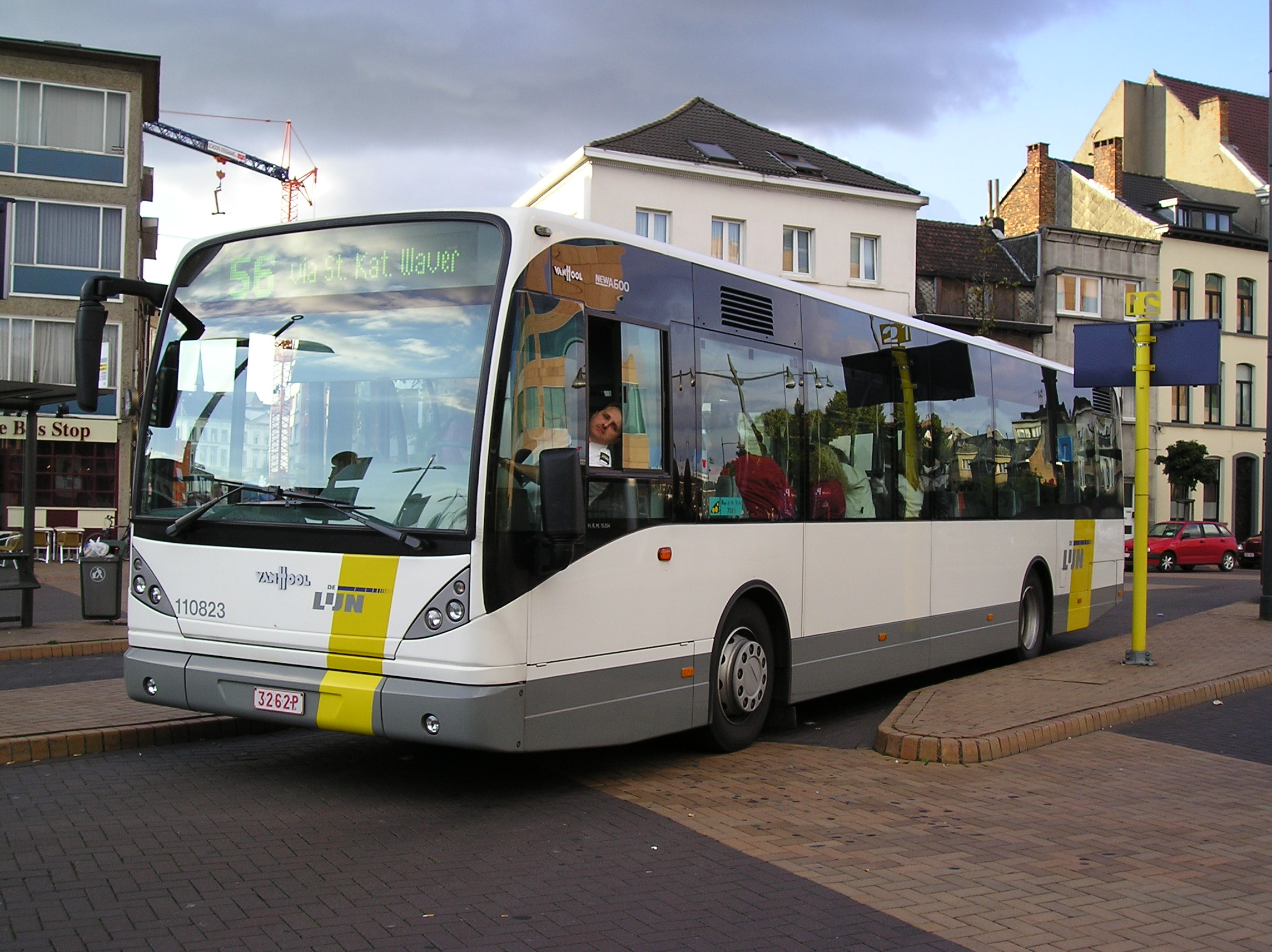
Van Hool A600 van exploitant Alpaerts aan het busstation in Mechelen

Het busaanbod van De Lijn is voor circa de helft uitbesteed aan zogenaamde exploitanten. De rest wordt in eigen beheer door De Lijn gereden. Exploitanten worden door De Lijn uitgenodigd om in te schrijven op opdrachten; de marktraadpleging en de gunning van de opdracht gebeurt volgens de wet op de overheidsopdrachten. De exploitanten zijn wel verplicht alle regels van De Lijn te respecteren: personeelsuniformen, tarieven, logo's, klachtenprocedures etc. Voor de reizigers is de identiteit van de exploitant niet herkenbaar.
Een exploitant is over het algemeen een kmo die naast lijndiensten ook autocar- en ander vervoer (taxi's, limousines, fabrieksvervoer …) aanbiedt. In Vlaanderen zijn de meeste exploitanten in de laatste decennia toegetreden tot een coöperatie of opgekocht door een grotere, meestal internationale groep zoals Veolia of Keolis.
De inschakeling van exploitanten gaat terug tot de rechtsvoorgangers van De Lijn en zelfs tot ver vóór de Tweede Wereldoorlog. Voorheen werden het pachters genoemd.
In 2004 besliste de Vlaamse Regering dat het busvervoer tegen eind 2009 voor circa 50% moest uitbesteed worden aan exploitanten. Dit percentage is een gemiddelde over geheel Vlaanderen en wordt berekend inclusief het leerlingenvervoer.

### Leerlingenvervoer

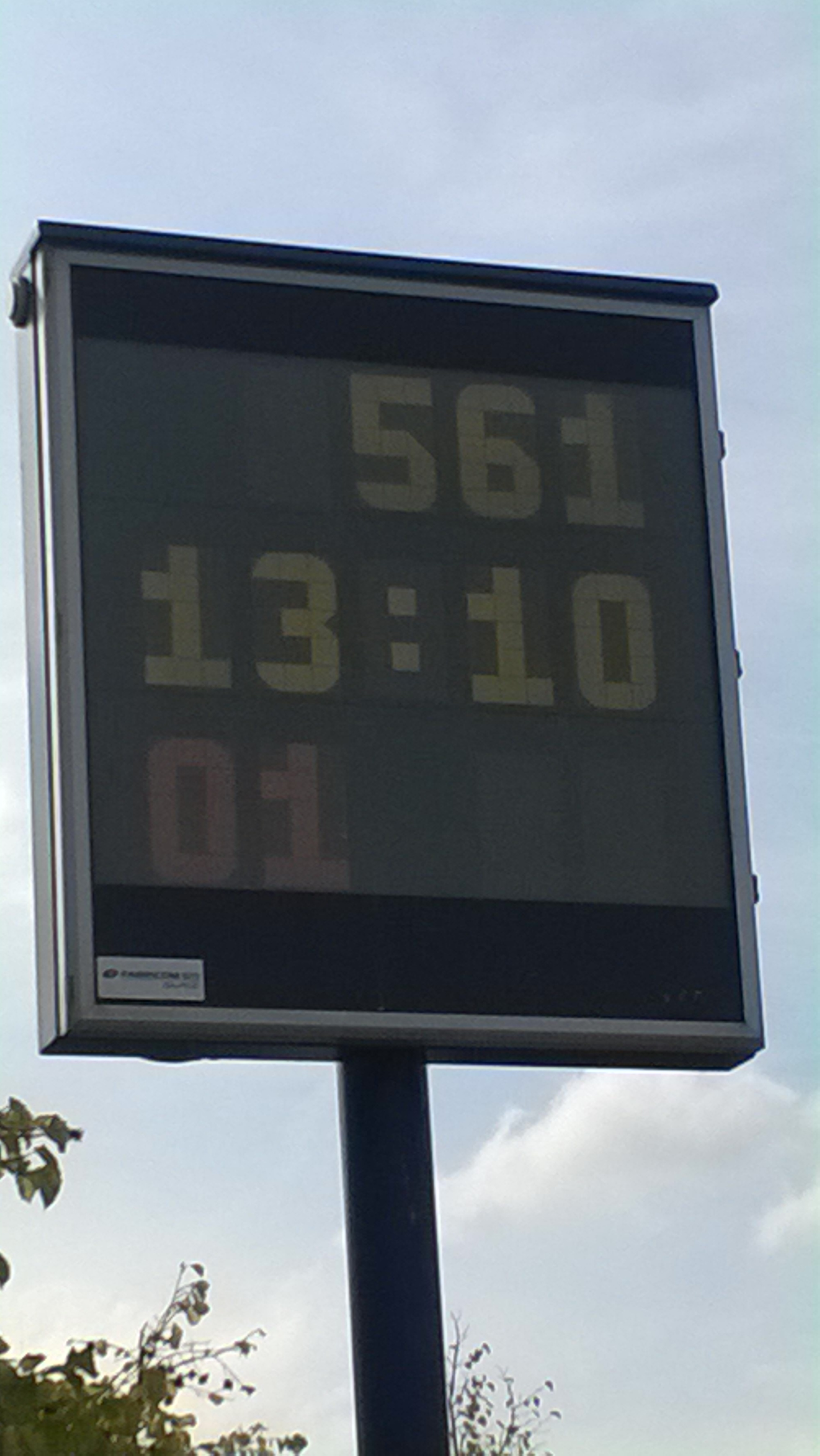
Een ARIbus-bord aan het station genereert een code (01) die de chauffeur moet noteren; dit is het bewijs dat hij voorgeschreven wachttijd heeft nageleefd.

In 1999 besliste de Vlaamse Regering om de organisatie van het leerlingenvervoer dat tot dan toe georganiseerd werd door het departement Onderwijs vanaf september 2001 toe te vertrouwen aan De Lijn. Het betreft meer bepaald het busvervoer voor leerlingen van het buitengewoon onderwijs die door hun erkende handicap, recht hebben op gratis vervoer naar de dichtstbijzijnde school die bij hen past.
De Lijn stelt de behoeften vast, bepaalt de reisroutes en besteedt de ritten uit aan privéondernemingen. Dagelijks zorgen circa 1600 ritten voor het vervoer van ongeveer 40 000 leerlingen. Specifiek voor het leerlingenvervoer is dat de voertuigen niet gehuld zijn in De Lijn-huisstijl en met elke bus een begeleider meerijdt voor toezicht tijdens de ritten en die de leerlingen bijstaat bij het in- en uitstappen. Deze begeleiding valt onder de bevoegdheid van het departement Onderwijs & Vorming.

### Combimobiliteit
Doorheen de jaren heeft De Lijn veel aandacht besteed aan de combinatie met andere vormen van vervoer.
Het overgrote deel van de lijnen heeft zijn begin- of eindpunt of passeert aan een station van de NMBS. Er bestaan afspraken tussen beide bedrijven over het verzekeren van aansluitingen. Aan de meeste grotere stations staan zogenaamde ARIbus-borden die aangeven wanneer een bus mag vertrekken.
In het Brussels Hoofdstedelijk Gewest vormt De Lijn samen met de MIVB en NMBS voor een essentieel onderdeel van het stadsvervoer. De rol is het grootst op de invalswegen waar een hoogfrequente bediening wordt aangeboden naar de Vlaamse rand en verder.
Aan enkele haltes zijn er P&R-voorzieningen voor auto's. Een van de grootste is de parking aan het eindpunt van tramlijn 3 in Melsele (Zwijndrecht).
Veel zichtbaarder zijn de, dikwijls overdekte, fietsenstallingen aan haltes. Zij vormen een onderdeel van de gesubsidieerde halteaccommodatie die De Lijn aanbiedt aan de gemeenten.
De Lijn is ook medeaandeelhouder van het autodeelbedrijf Cambio, van het deelfietssysteem Blue-bike en ondersteunt tevens het Antwerpse deelfietssysteem Velo.

### Evolutie van het aanbod
De grafiek geeft het aantal aangeboden kilometer weer. Ledige ritten van en naar de stelplaats of tussen twee ritten zijn niet inbegrepen.
Bron: De Lijn, jaarverslagen 1991-2016. x 1 miljoen km
Het aanbod nam vanaf 2001 snel toe, eerst door de overname van het leerlingenvervoer, nadien ook door talrijke nieuwe projecten gefinancierd vanuit de mobiliteitsconvenants, basismobiliteit, netmanagement en START. Het hoogtepunt werd bereikt in 2009 waarna besparingen en efficiëntieverhogingen leidden tot een lichte daling.

### Modal split
Uit het Onderzoek Verplaatsingsgedrag (OVG, versie 5.2, december 2017) wordt 3,14% van de verplaatsingen in Vlaanderen uitgevoerd met de Lijn bussen en 3,58% van de reizigerskilometers. Dat is een groei in de modal split: in de vorige periode, het jaar 2016, was dit respectievelijk 2,78% en 2,63%.

## Vervoerbewijzen en tarieven
Bij het ontstaan van De Lijn werden de tot dan verschillende stads- en streektarieven geleidelijk aan volledig geïntegreerd tot één tariefsysteem. Sindsdien kunnen in Vlaanderen overal dezelfde vervoerbewijzen worden gebruikt en gelden dezelfde tarieven.
De enige uitzondering vormen de Limburgse snelbuslijnen die sinds september 2012 afwijkende vervoerbewijzen en tarieven hebben die afgestemd zijn op deze van de NMBS.
Begeleide kinderen onder 6 jaar rijden gratis.

### Types vervoerbewijzen
Bij De Lijn hoeft men alleen in te checken, uitchecken is niet nodig. Als wordt gesproken van een "rit", dan wordt bedoeld het recht om gedurende een uur onbeperkt te reizen en over te stappen. Wel moet in elk voertuig worden ingecheckt. De geldigheidsduur van een uur gaat in bij de eerste check-in (de activatie). Deze kan tot een jaar na aankoop plaatsvinden.
De Lijn heeft drie grote soorten vervoerbewijzen in portefeuille:
- Het ticket, gericht op reizigers die De Lijn slechts een keer of sporadisch gebruiken. Het kost €2,50 voor maximaal een uur reizen met de mogelijkheid van overstappen, en afhankelijk van de versie ook nog de mogelijkheid om zonder extra kosten na het uur de rit waar men dan mee bezig is af te maken.
- De "10-rittenkaart" die neerkomt op een set van 10 van de genoemde tickets (eigenlijk dus een "10-ticketkaart", met een ticket kunnen immers meerdere ritten worden gemaakt). Zo'n set kost €17 en is een jaar geldig. Deze is voordelig voor wie minstens zeven keer per jaar reist, waarbij een korte rit en snel weer terug voor één telt en een lange reis met overstap(pen), enkele reis, voor twee of meer.
- Het abonnement voor een onbeperkt aantal ritten binnen een bepaalde periode en waarbij de prijs en naam van het abonnement afhankelijk is van de leeftijd van de abonnee:

| Tarieven (juli 2023)               | een maand | drie maanden | twaalf maanden |
| ---------------------------------- | --------- | ------------ | -------------- |
| Buzzy Pazz (6 tot en met 11 jaar)  | -         | -            | 56 euro        |
| Buzzy Pazz (12 tot en met 24 jaar) | 33 euro   | 81 euro      | 215 euro       |
| Omnipas (25 tot en met 64 jaar)    | 49 euro   | 135 euro     | 351 euro       |
| Omnipas 65+ (voor 65-plussers)     | -         | -            | 56 euro        |

Voor een 65-plusser is de Omnipas 65+ bijvoorbeeld voordelig bij minstens 33 reizen per jaar, waarbij ook weer een korte rit en snel weer terug voor één telt en een lange reis met overstap(pen), enkele reis, voor twee of meer.
Er is verder nog een 24 uurskaart voor € 7,50 en een 72 uurskaart voor € 15 (ruim de helft onder de 12 jaar). 
Er bestaat ook een Buzzy Pazz en Omnipas (geldigheid van één jaar) aan verminderd tarief voor personen met een leefloon en gelijkgestelden (VG of vervoersgarantie, 46 euro) of voor mensen die recht hebben op een verhoogde tegemoetkoming (VT, 56 euro).
Van februari 2006 t/m januari 2017 golden er voor biljetten, Lijnkaarten en dagpassen twee tarieven: een tarief voor vervoerbewijzen gekocht in voorverkoop en een duurder tarief bij aankoop bij de chauffeur. Dit prijsonderscheid is in 2015 opnieuw gedeeltelijk verdwenen.
Het onderscheid tussen voorverkoop en wagenverkoop is grotendeels verdwenen, maar alleen biljetten zijn nog bij de buschauffeur te koop. Vanaf juli 2020 zal er ook niet meer met contant geld op de bus betaald kunnen worden.

### Gecombineerde vervoerbewijzen
Een Buzzy Pazz of Omnipas kan gecombineerd worden met een trajectabonnement van de NMBS. De verkoop ervan gebeurt uitsluitend door de NMBS.
Tot 2016 kon een abonnement van De Lijn ook gekoppeld worden aan een TEC-abonnement, wat vooral interessant was op trajecten waar de twee vervoerbedrijven parallel rijden (Brussel - Overijse, Brussel - Ukkel, Ukkel - Alsemberg en Tienen - Geldenaken) of op elkaar aansluiten. Dit abonnement werd uitsluitend verkocht door de TEC.
Tot 2012 kon ook een Buzzy Pazz of Omnipas ook gecombineerd worden met een MIVB-abonnement.
In Brussel bestaan enkele vervoerbewijzen die binnen het stadsgebied (zone 20) geldig zijn op trein, metro, tram en bus van MIVB, De Lijn, NMBS en TEC: dit zijn enerzijds de JUMP-vervoerbewijzen (biljet, meerrittenkaart en dagpas) en anderzijds het MTB-abonnement (MetroTramBus).
Op de in de stadsgebieden van Luik en Moeskroen penetrerende buslijnen, verkoopt De Lijn een biljet tegen het daar geldende stadstarief van de TEC.
Er bestaan tevens gecombineerde formules (bus of tram voor de heenreis – taxi voor de terugreis) tegen een forfaitair bedrag (TOV-biljet). Dit heeft tot doel het uitgaan met het openbaar vervoer te bevorderen en zo het aantal weekendongevallen te beteugelen.
Ten slotte bestaan er vervoerbewijzen die een verplaatsing per openbaar vervoer combineren met een bezoek aan een toeristische attractie of evenement. De NMBS verkoopt de B-dagtrips (soms met inbegrip van een bus- of tramtraject) en De Lijn verkoopt, vooral tijdens de zomermaanden aan de kust, combitickets tram/bus + attractie.

### Geldigheid in ruimte en tijd
De huidige vervoerbewijzen van De Lijn zijn geldig gedurende 60 minuten, maar zonder beperking van afstand, waarbij er overgestapt mag worden.
Bij het ontstaan van De Lijn werden de prijzen van de vervoerbewijzen in grote mate mee bepaald door de afstand die de reiziger wilde afleggen.
Voor streekabonnementen was het tarief afhankelijk van het aantal secties of kilometers. In de steden bestonden er stadsabonnementen en rond Gent en Antwerpen ook voorstadsabonnementen. Vanaf 1996 was het ook mogelijk een stads- en een streekabonnement te combineren: dit was het Twin-abonnement.
Vanaf 2001 maakten alle soorten De Lijn-abonnementen plaats voor netabonnementen, onbeperkt geldig op alle lijnen. Op 1 juli 2001 verscheen de Buzzy Pazz als opvolger van het school- en jongerenabonnement en op 1 juli 2002 de Omnipas ter vervanging van de abonnementen voor de 25- tot 64-jarigen.
De prijzen van biljetten en Lijnkaarten werden tot 2015 berekend op basis van het aantal doorlopen zones. Een zone was theoretisch een zeshoekig gebied met een diameter van circa 4,5 km. Bij de start van De Lijn betaalde een reiziger per rit maximum 15 zones maar vanaf 1 juli 2002 werd dit beperkt tot maximum zes. Vanaf 1 maart 2006 werd enkel nog een onderscheid gemaakt tussen een korte (1 of 2 zones) en lange (3 zones of meer) rit en vanaf 1 februari 2015 verdween ook dit laatste onderscheid.
Alle vervoerbewijzen zijn geldig gedurende een bepaalde tijd: 60 minuten (biljetten en Lijnkaarten), één, drie of vijf dagen (dag- of meerdagenpas) of één, drie of twaalf maand (abonnementen). De 60 minuten-geldigheid bij biljetten en lijnkaarten is gebaseerd op moment van ontwaarding. Stapt de reiziger over, stopt deze de kaart opnieuw in het ontwaardingstoestel. Zijn de 60 minuten van de laatste rit nog niet voorbij, hoeft er niet bijbetaald te worden, anders wordt de ritprijs opnieuw berekend. Bij een sms-biljet geldt wél een vrij strikte 60-minuten grens. Zijn deze om, dient het voertuig bij de volgende stophalte direct verlaten te worden, (of er moet een nieuw sms-ticket geactiveerd worden!).

### Dragers en ontwaarding van vervoerbewijzen
Naast vervoerbewijzen en tarieven dienden bij de start van De Lijn ook de wijze van afgifte van en de ontwaardingsystemen geïntegreerd te worden.

#### Kartonnen vervoerbewijzen

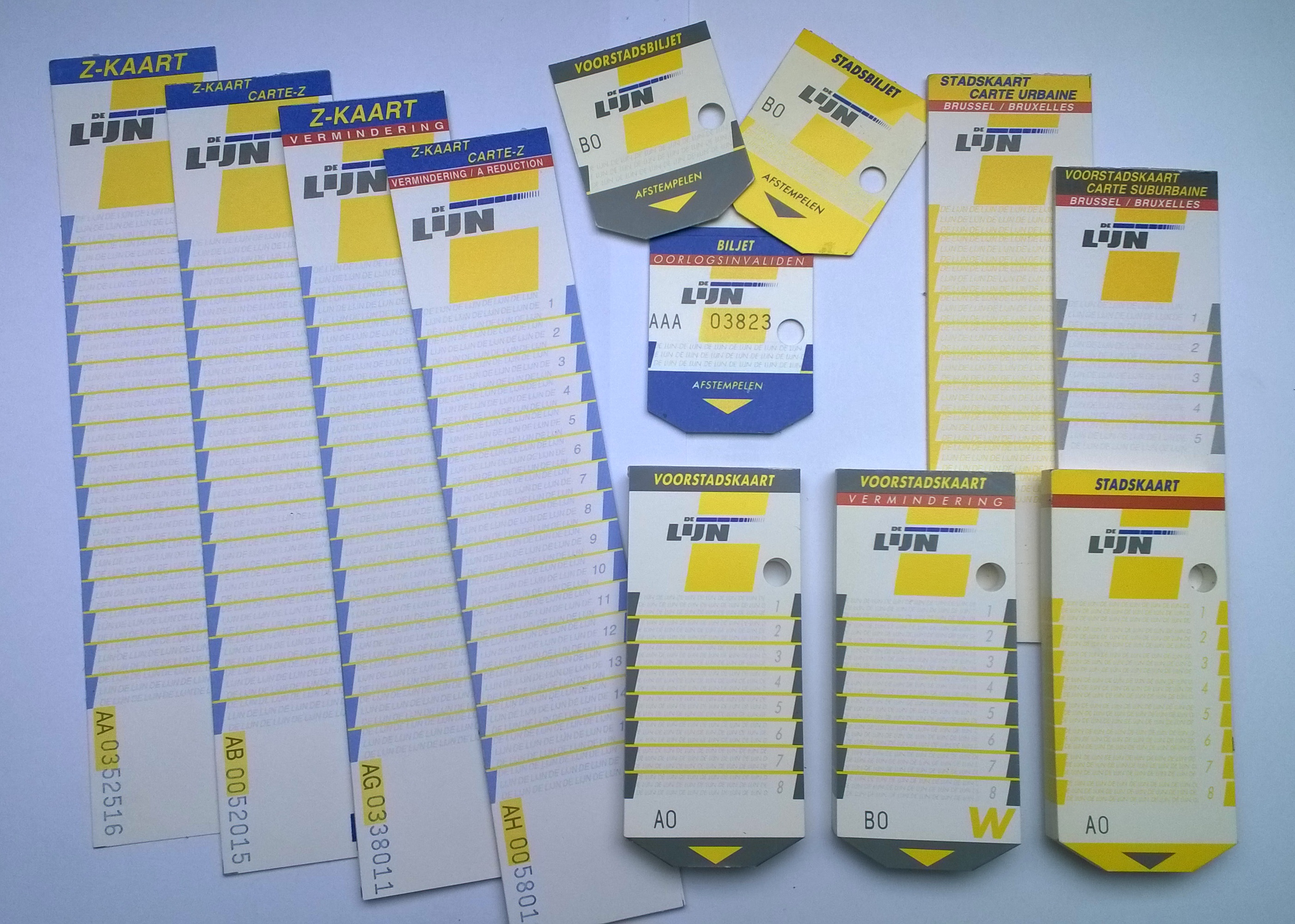
Kartonnen kaarten en biljetten uit de beginjaren van De Lijn

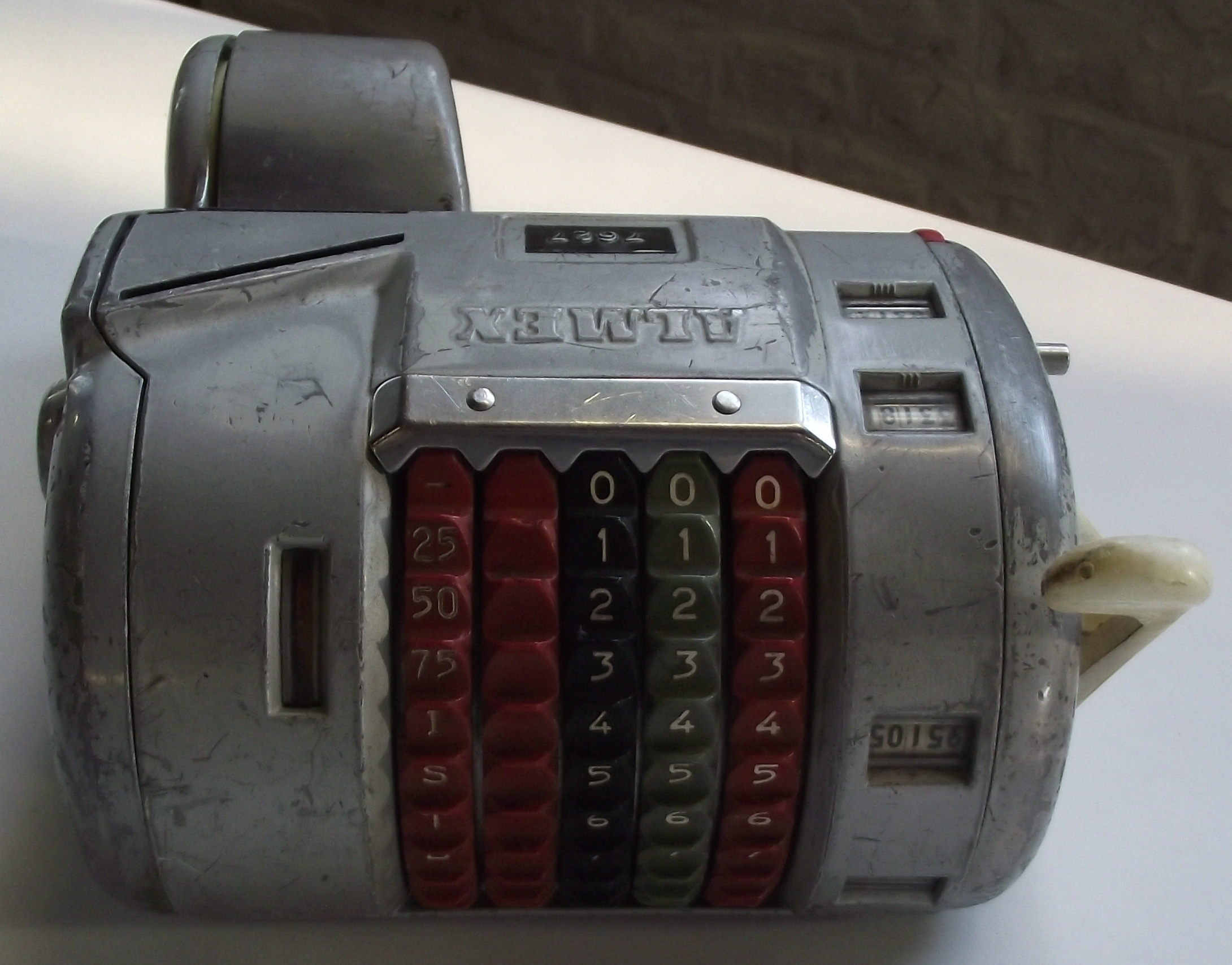
Het Almextoestel werd in de beginjaren van De Lijn nog gebruikt op de bussen en trams van de voormalige NMVB

De voormalige MIVA en MIVG verkochten kartonnen biljetten, stads- en voorstadskaarten die elektromechanisch ontwaard werden in toestellen van het merk Hasler. Op de voormalige NMVB-voertuigen werden de kartonnen biljetten, stads- en voorstadskaarten en Lijnkaarten geldig gemaakt met stempel en stempelkussen. Biljetten voor streekverplaatsingen werden afgeleverd door mechanische Almex-toestellen die nog dateerden uit 1955. In de eerste jaren van De Lijn werden deze vervoerbewijzen verder gebruikt, weliswaar met het logo van het nieuw opgerichte vervoerbedrijf.
De abonnementen worden sinds het begin van De Lijn afgeleverd als kartonnen kaarten met veiligheidszegel. Hun gebruik wordt dus op geen enkele wijze geregistreerd.

#### Magnetische vervoerbewijzen

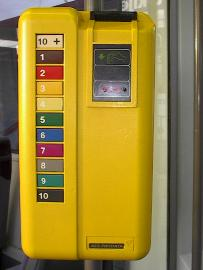
Het (oude) Prodata-ontwaardingstoestel

In Limburg waren de bussen reeds in 1986 uitgerust met groene toestellen van het merk Prodata voor de verkoop en het ontwaarden van biljetten en kaarten met magnetische strip.
Bij de start van De Lijn werd het magnetisch Prodata-systeem veralgemeend over geheel De Lijn en in Limburg maakten de groene toestellen plaats voor de nieuwe gele. De overstap gebeurde stapsgewijs: op 4 juli 1993 in Oost-Vlaanderen, 2 augustus in Limburg, 2 oktober in Vlaams-Brabant, 3 november in West-Vlaanderen en op 16 januari 1994 in Antwerpen.
Sindsdien worden alle biljetten, Lijnkaarten, dagpassen ... afgeleverd als kartonnen kaartje met de grootte van een bankkaart en voorzien van een magnetische strip. Het vervoerbewijs moet bij elke opstap (ook als het nog geldig is en er nog niet moet bijbetaald worden) in het Prodata-apparaat worden gestoken, omdat dit niet alleen ontwaardt maar ook het aantal opstappers en het reisgedrag vastlegt. Achteraan op de kaart drukt het apparaat een controleregel met vermelding van datum en tijdstip, het aantal reizigers, het aantal zones, opstap- en afstapzone en lijnnummer.
Van bij de invoering in het jaar 2000 van het gratis vervoer voor senioren kregen ook 65-plussers een netabonnement onder de vorm van magneetkaart (vanaf 2003 een plastic Omnipas 65+) die bij elke opstap geregistreerd moest worden in het Prodata-toestel. Personen met een handicap, erkend door het toenmalige Vlaams Fonds, kregen een vergelijkbare gratis Buzzy Pazz of Omnipas. Eind 2007 werd voor beide categorieën de verplichte registratie bij elke opstap afgeschaft.
In dezelfde tijdsperiode hadden ook de MIVB, TEC (en de NMBS binnen het Brussels Hoofdstedelijk Gewest) dezelfde types van magnetische vervoerbewijzen in gebruik. Op de Brusselse JUMP-vervoerbewijzen na, waren deze echter niet compatibel of uitwisselbaar. De magnetische vervoerbewijzen voor biljetten en Lijnkaarten zijn eind 2016 enkel nog bij De Lijn in gebruik. Dit tijdperk zal per 1 juli 2020 beëindigd worden.

#### MOBIB-kaart
Sinds 2015 is bij De Lijn de elektronische en met een chip uitgeruste MOBIB-kaart in gebruik. Op deze kaart, die door de vier Belgische openbaarvervoermaatschappijen volgens een gemeenschappelijke standaard worden uitgegeven, kunnen vervoerbewijzen zoals abonnementen van zowel De Lijn, MIVB, TEC als de NMBS worden opgeladen. Zodoende hoeft een reiziger in België nog slechts één kaart op zak te hebben. Ook andere mobiliteitsdiensten, zoals Cambio of een parkeerabonnement, kunnen op de kaart worden opgeladen. De eerste grote golf van MOBIB-kaarten bij De Lijn kwam er met de invoering van de betalende Omnipas 65+. Geleidelijk aan zullen ook de Buzzy Pazzen en Omnipassen overschakelen op de MOBIB-kaart.
MOBIB is bij De Lijn onderdeel van het drieledige en veel omvattender ReTiBo-project:
- REgistratie: registratie van opstappende reizigers teneinde de reizigersstromen in kaart te brengen en het aanbod en de capaciteit zo goed mogelijk te kunnen aanpassen aan de vraag;
- TIcketing: de vervanging van het bestaande Prodata-ticketingsysteem dat werkt met magnetische kaarten;
- BOordcomputer: elke bus en tram wordt uitgerust met een boordcomputer die de chauffeur ondersteunt bij de uitvoering van zijn taken (ter beschikking hebben van berichten, omleidingen, het aansturen van de verkeerslichten, tramwissels en bestemmingsaanduiders, …).[24]

#### Digitale biljetten
Sinds 6 september 2007 kan een biljet ook gekocht worden onder de vorm van een sms-ticket: de reiziger stuurt een sms met de tekst ‘DL’ naar het verkort nummer 4884 en ontvangt in ruil op zijn gsm een vervoerbewijs geldig voor 60 minuten. In het begin enkel beschikbaar op het stadsnet van Antwerpen en Gent, werd het sms-ticket sinds 1 februari 2010 veralgemeend tot het hele net, eerst voor Proximus-klanten en nadien ook voor de klanten van andere operatoren. Bovenop de biljetprijs kost de aflevering van een sms-ticket 0,15 euro.
Sinds het najaar 2016 biedt De Lijn ook het M-ticket via een smartphone-app. De Lijn werkt hiervoor samen met bedrijven die apps ontwikkelen en aanbieden. Het voordeel van dit ticket voor de reiziger is dat er geen telecomkosten worden aangerekend.
Sinds 1 februari 2020 worden biljetten en lijnkaarten als niet-herlaadbare chipkaart verkocht.
Sinds de coronapandemie kan ook met de bankkaart (of mobiel equivalent) betaald worden op bus of tram via een contactloze betaalterminal. De gebruikte bankkaart is het vervoerbewijs.

### Derdebetalersystemen
Sinds het midden van de jaren 1990 is De Lijn actief in het verkopen van derdebetalersysteem. Met een dergelijk systeem betaalt een derde partij, meestal een werkgever of een overheid (gemeente, provincie of het gewest) een gedeelte of het geheel van de prijs van het vervoerbewijs voor zijn werknemer, respectievelijk inwoner.
De twee meest gekende voorbeelden waren het gratis openbaar vervoer in Hasselt en het gratis vervoer, tussen 2000 en 2015, voor 65-plussers. Aan de basis van beide initiatieven lag Steve Stevaert die sinds 1995 burgemeester was van Hasselt en sinds 1998 Vlaams minister van Mobiliteit.
Het gratis vervoer in Hasselt startte op 1 juli 1997. In ruil voor een tussenkomst aan De Lijn, werden de stadsbussen gratis voor iedereen en de streekbussen binnen de grenzen van de gemeente voor inwoners van Hasselt. De invoering was een extra stimulans om het gebruik van het pas geherwaardeerde en uitgebreide stadsnet te bevorderen. De gratis bussen kregen heel veel, ook buitenlandse, belangstelling maar door de toenemende kostprijs werd het vanaf 1 september 2014 stopgezet en vervangen door een aantal andere derdebetalerovereenkomsten.
Het gratis vervoer voor 65-plussers werd gemeente per gemeente ingevoerd vanaf 2000. In ruil ontving De Lijn van de Vlaamse overheid een extra dotatie om het inkomstenverlies te compenseren maar ook om extra aanbod te voorzien op lijnen waar er door het toegenomen gebruik capaciteitsgebrek ontstond. Door budgettaire beperkingen en gewijzigde politieke inzichten, werd het gratis vervoer op 1 september 2015 afgeschaft. 65-plussers konden vanaf dan een Omnipas 65+ kopen voor 50 euro per jaar. Meer dan 320.000 65-plussers kochten een dergelijk abonnement.
Het gratis vervoer voor 65-plussers werd in 2003 ook ingevoerd door de Brusselse MIVB en Waalse TEC. Tussen de drie vervoerbedrijven werd ook de wederkerigheid afgesproken wat betekende dat 65-plussers uit een van de drie gewesten met hun kaart ook gratis konden gebruik maken van bus, tram en metro in de twee andere gewesten. Deze wederkerigheid verdween op 1 mei 2013 en 1 juli 2013 toen het Brussels Hoofdstedelijk en Waals Gewest het gratis vervoer voor 65-plussers weer afschaften.
Sinds 1 februari 2004 bood De Lijn zes standaardvormen van derdebetalersystemen aan:
1. procentuele tussenkomst van een werkgever of gemeente in de prijs van een abonnement van een werknemer of inwoner;
2. tussenkomst in de prijs van een Lijnkaart, dikwijls beperkt voor verplaatsingen binnen een bepaalde gemeente;
3. tussenkomst in de prijs van een biljet, dikwijls beperkt voor verplaatsingen binnen een gemeente;
4. gratis abonnement voor de inwoners van een bepaalde leeftijdscategorie, bijvoorbeeld 12-18-jarigen, 60-64-jarigen ...
5. gratis vervoer binnen een gemeente (zie voorbeeld van Hasselt), eventueel beperkt tot een bepaalde dag in de week (bijvoorbeeld Sint-Niklaas op zaterdag);
6. 3W-extra: De Lijn levert een Buzzy Pazz of Omnipas af aan alle personeelsleden van minstens één vestiging van een bedrijf. De partner van elke werknemer krijgt een gratis netabonnement.

Systemen 5 en 6 werden in 2013 afgeschaft. In de plaats kwam een nieuw derdebetalersysteem gericht op nieuwe inwoners van een gemeente.

## Reizigers en vervoerontvangsten
In 2015 vervoerde De Lijn, exclusief het leerlingenvervoer, 529.897.233 reizigers, Dit is ongeveer 144% meer dan bij de opstart in 1991. De entiteit Antwerpen neemt met 37,5% het grootste aandeel voor zijn rekening. De abonnees zijn goed voor 83,8%.
De reizigersaantallen, of beter het aantal met De Lijn uitgevoerde ritten, zijn een berekend cijfer. De methodiek werd voor het laatst beschreven in de bijlage aan de met de Vlaamse Regering afgesloten beheersovereenkomst 2011-2015. In grote lijnen komt de berekening neer op volgende aannames:
- Elke registratie met een magnetisch vervoerbewijs (biljet of Lijnkaart) aan het gele Prodata-ontwaardingstoestel telt als één reiziger.
- Voor een abonnement wordt een forfaitair aantal reizigers geteld, namelijk 90 reizigers per abonnement per maand voor een abonnee die in de stad woont en 52 indien de abonnee in de streek woont.[32]

Hoewel het dus om een grotendeels theoretisch berekend aantal gaat, is de methodiek sinds 1991 grotendeels ongewijzigd gebleven. Daardoor is de evolutie van het totale aantal reizigers wel relevant.
Met de komst van het nieuwe ReTiBo-systeem zal elke opstappende reiziger in de toekomst geregistreerd worden door de MOBIB-kaart aan te bieden aan de validator. Daardoor zal het reizigersaantal veel nauwkeuriger kunnen bepaald worden, zelfs per lijn, rit en tijdstip. Door de opkomst van de digitale vormen van vervoerbewijzen zoals het sms-ticket en het M-ticket, zal ook deze registratie niet sluitend zijn.

### Evolutie van het aantal reizigers
Bron: De Lijn, jaarverslagen 1991-2016. x 1 miljoen reizigers

### Reizigersaantallen 2021-2022
In het jaarrapport 2022 geeft De Lijn volgende reizigersaantallen gebaseerd op een methode die volledig verschillend is van de oude methode
- 2021:  172.837.368
- 2022:  245.258.679

Met reizigersaantallen wordt het volgende bedoeld: 
- Reizigers die zich verplaatsen met een MOBIB-abonnement: niet elke opstap wordt gescand door alle abonnees. Daarom worden de gemeten scans opgehoogd op basis van een onderzoek dat het effectieve scangedrag in kaart brengt. Het scangedrag wordt beïnvloed door verschillende factoren zoals bijvoorbeeld het type periode (school vs. vakantie), tijdstip van de dag (spits/dal). Om evoluties in het scangedrag op te volgen, wordt dit onderzoek op regelmatige basis herhaald.
- Reizigers die zich met een biljet, kaart of dagpas verplaatsen worden niet opgehoogd.
- Reizigers met een mobiel vervoerbewijs (biljet, kaart of dagpas): van hen is  geen lijn en ritcontext gekend. Ze worden toegewezen aan de lijnen volgens het gebruik van de reizigers van de ‘gewone’ biljetten kaarten of dagpassen en vervolgens opgehoogd o.b.v. het percentage overstappen gemeten bij dezelfde groep.

### Evolutie van de netto-vervoerontvangsten
De grafiek geeft de evolutie weer van de netto-vervoerontvangsten. Netto betekent na aftrek van 6% btw.
Bron: De Lijn, jaarverslagen 1991-2016. x 1 miljoen euro. De bedragen tussen 1991 en 2000 zijn omgerekend vanuit BEF.
De evolutie van het aantal reizigers liep ongeveer parallel aan de evolutie van het aanbod met eveneens een snelle toename vanaf 2001. Dit was het gevolg van de uitbreiding van het aanbod maar ook en vooral het goedkoper worden van de abonnementen en de invoering van het gratis vervoer voor de 65-plussers.
De invoering van de zeer goedkope netabonnementen verklaart waarom de netto-vervoerontvangsten vanaf 2000 een dalende trend vertoonden die pas vanaf 2004 opnieuw kon omgebogen worden naar een stijging. De opvallende stijging van de ontvangsten in 2015 is het gevolg van het opnieuw betalend maken van de Omnipas 65+.

## Middelen

### Personeel
De Lijn had op 31 december 2016 8.067 mensen in dienst, waarvan 1.650 deeltijds werkenden. Dit komt uit op een effectief van 7.627,0 voltijds equivalenten (VTE).
In deze cijfers zijn de chauffeurs en technici die tewerkgesteld worden door de exploitanten niet meegerekend.
Bron: De Lijn, jaarverslag 2016, pagina 6-7
Het personeel van De Lijn volgt een eigen personeelsstatuut en dus niet het bij de Vlaamse overheid algemeen geldende Vlaams personeelsstatuut. Het paritair overleg en de hieruit voortvloeiende collectieve arbeidsovereenkomsten gebeurt binnen het eigen paritair comité 328.01 (Paritair Subcomité voor het stads- en streekvervoer van het Vlaams Gewest).
De personeelsleden van de exploitanten hebben dezelfde basis-arbeidsvoorwaarden maar deze worden onderhandeld binnen het paritair comité 140 (Paritair Comité voor het Vervoer).

### Rollend materieel
Op 31 december 2016 had De Lijn 2.240 autobussen en 399 trams in dienst. Daarnaast had het bedrijf nog de beschikking over 529 dienstvoertuigen ter ondersteuning van de exploitatie: personenwagens voor de Lijncontrole en andere dienstopdrachten, bestel- en vrachtwagens en speciale voertuigen voor het onderhoud van de tram- en andere infrastructuur.

#### Trams
De trams in Antwerpen en aan de kust zijn van het type eenrichting: zij hebben één stuurpost en deuren aan één zijde. Hun inzet is maar mogelijk door de aanwezigheid van keerlussen aan de eindpunten van de lijnen maar soms ook onderweg. Gent heeft uitsluitend tweerichtingstrams in dienst.
De trams kunnen ingedeeld worden als volgt:
| 31 december 2016 | PCC (niet geleed) | Kusttram (driedelig) | Hermelijn (vijfdelig) | Albatros (vijfdelig) | Albatros (zevendelig) | TOTAAL |
| ---------------- | ----------------- | -------------------- | --------------------- | -------------------- | --------------------- | ------ |
| Antwerpen        | 150               | -                    | 84                    | 34                   | 10                    | 278    |
| Gent             | 22                | -                    | 41                    | -                    | 10                    | 73     |
| Kust             | -                 | 48                   | -                     | -                    | -                     | 48     |
| TOTAAL           | 172               | 48                   | 125                   | 34                   | 20                    | 399    |

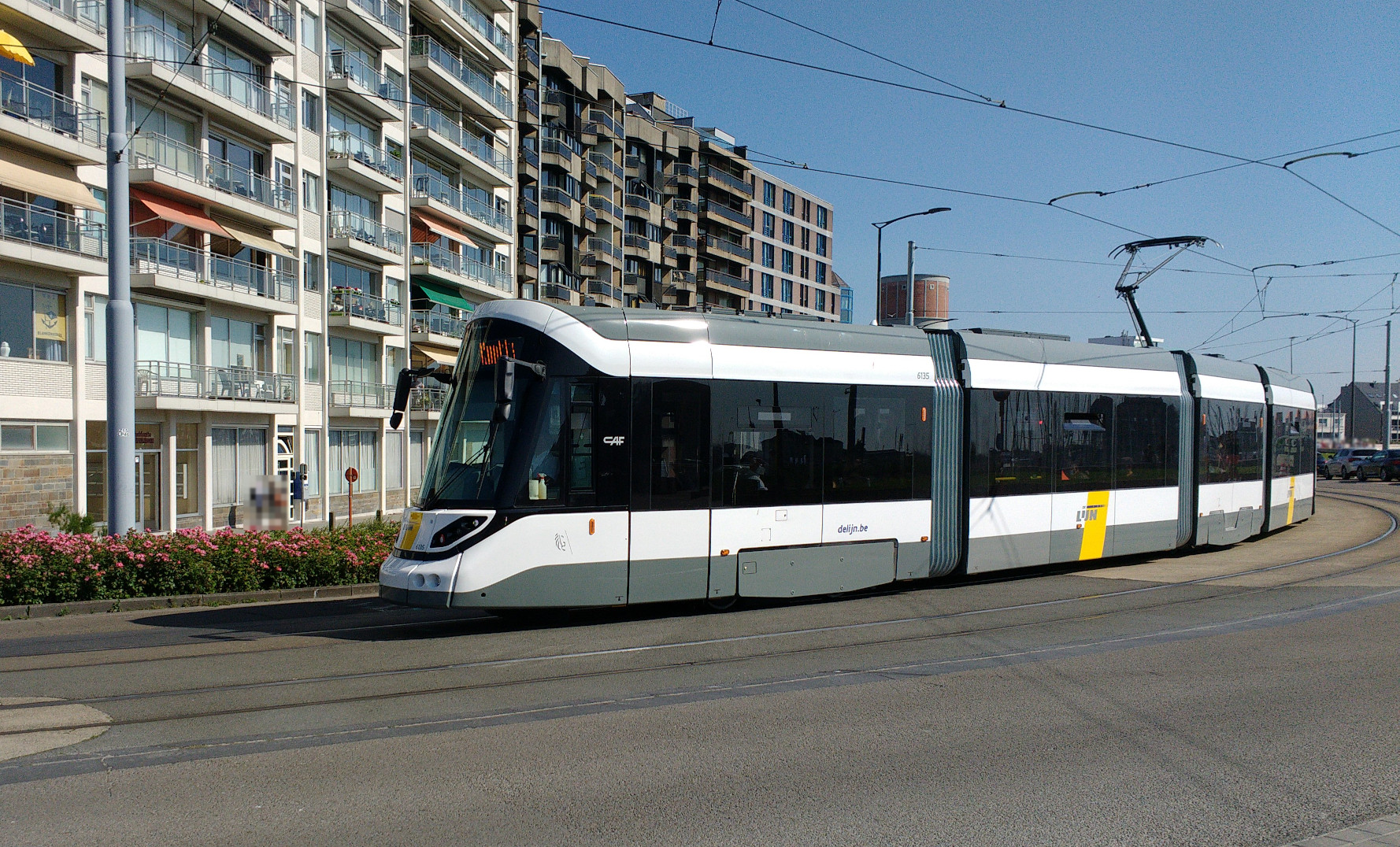
De Urbos 100 (onder de naam Zeelijner ingezet aan de kust) in Blankenberge

De PCC's zijn niet-gelede trams die door BN (nu Bombardier) geleverd werden tussen 1960 en 1975 (Antwerpen) en tussen 1971 en 1974 (Gent). Het zijn trams met een hoge opstap die daardoor niet langer voldoen aan de toegankelijkheidsnormen. Gelet op hun hoge leeftijd en beperkte capaciteit gaan zij geleidelijk uit dienst. In Antwerpen worden de PCC-trams meestal ingezet als gekoppeld stel.

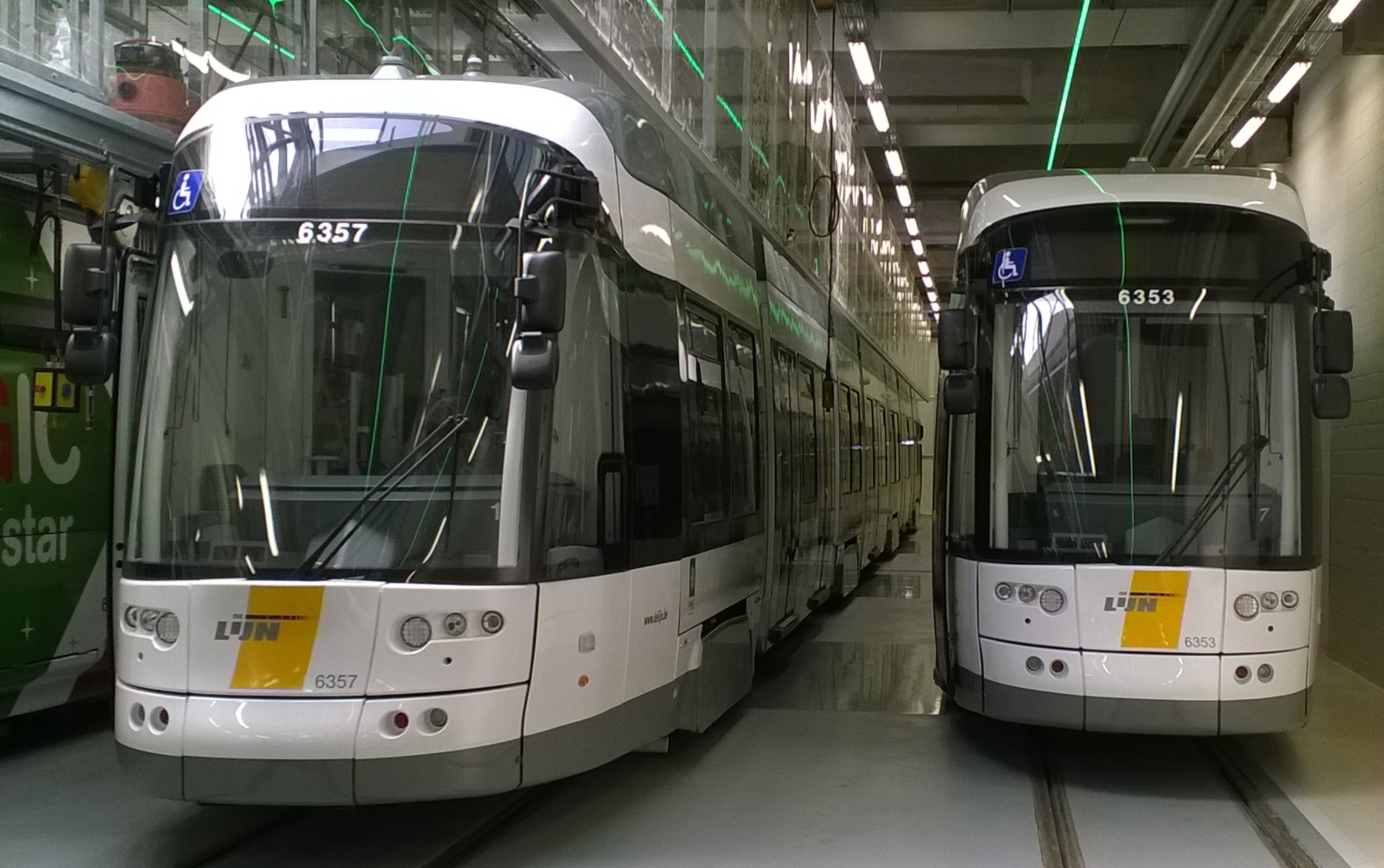
Pas geleverde zevendelige Albatrostrams voor het tramnet van Gent

De vijfdelige HermeLijntrams werden tussen 1999 en 2012 in drie loten gebouwd door Siemens en Deutsche Waggonbau AG (DWA) (sinds 1998 onderdeel van Bombardier) en zijn een variant op de NGT6DD-trams die tussen 1995 en 1998 gebouwd werden voor het tramnet van Dresden.
Jaarlijks worden tot vijftien Hermelijntrams van Antwerpen en Gent per dieplader overgebracht naar de kust om er ingezet te worden tijdens het hoogseizoen.
De Albatrostrams (technische benaming Flexity 2) worden door Bombardier geleverd in een eerste lot van 48 (2014 tot 2016) en een tweede lot van 40 voertuigen (vanaf tweede helft 2016).
Tussen 1994 en 1999 had De Lijn in Gent negen gelede Düwag-trams in park. Deze werden tweedehands gekocht bij het trambedrijf van Bochum-Gelsenkirchen (Bogestra) maar er kwam uiteindelijk ooit maar één voertuig in dienst.
In 2017 werden 146 nieuwe gelede Urbos 100-lagevloertrams besteld bij CAF. Als eerste vervingen vanaf 2021 48 van deze trams, Zeelijner genoemd, het merendeel van de bestaande kusttrams van BN/ACEC. De volgende exemplaren gaan als Stadslijner naar Antwerpen.
Voor de trams streeft De Lijn naar een gemiddelde leeftijd van vijftien jaar gezien de afschrijvingsperiode dertig jaar bedraagt.

#### Bussen

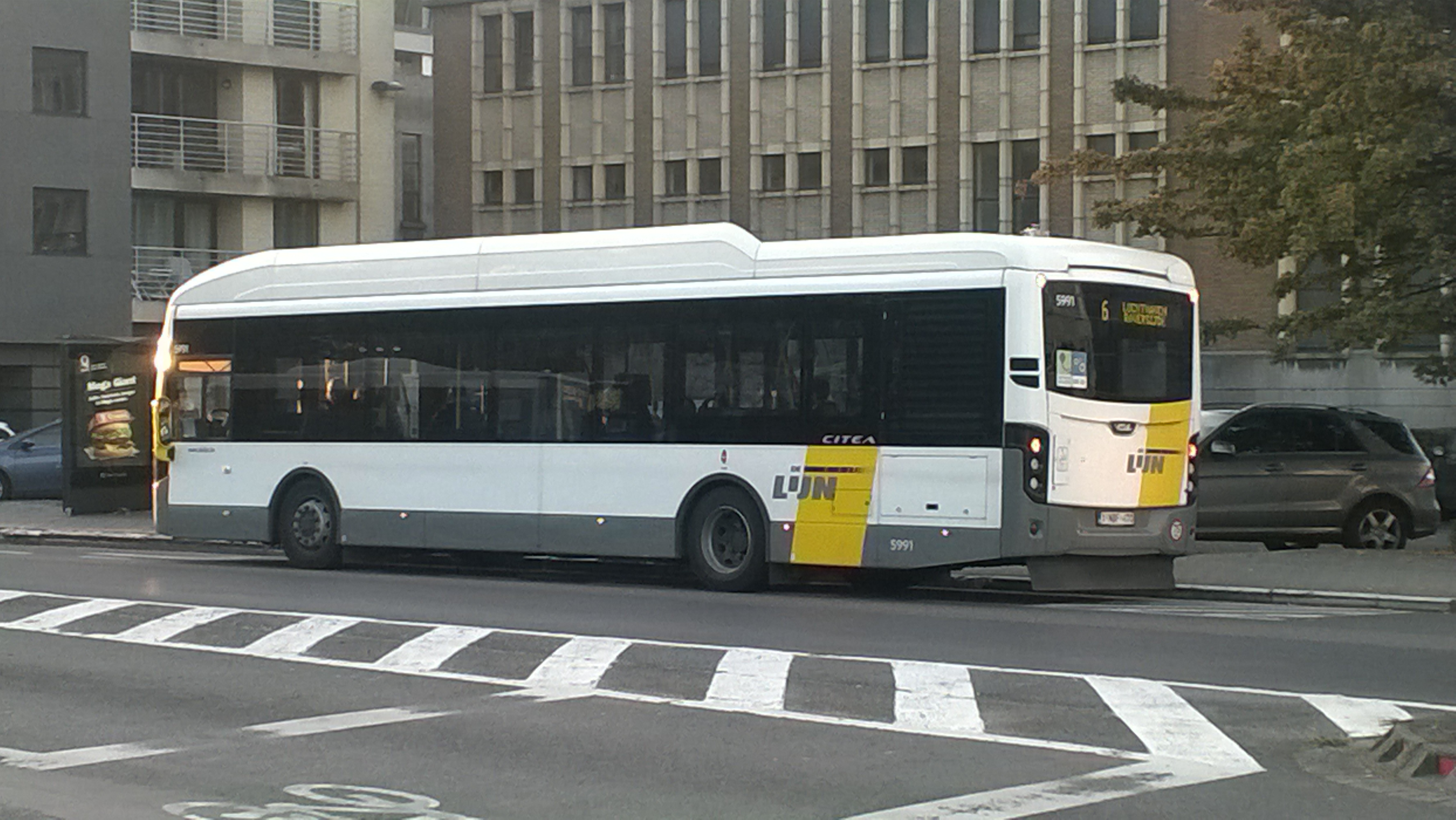
Een hybride VDL Citea-bus op het stadsnet van Oostende

De bussen kunnen ingedeeld worden naar grootte, fabrikant en aandrijving.
De vier grootteklassen zijn:
- Gelede bus met naargelang het merk, de serie en uitvoering van 48 tot 59 zitplaatsen en 82 tot 102 staanplaatsen.
- Standaardbussen met naargelang het merk, de serie en uitvoering 25 tot 46 zitplaatsen en 45 tot 80 staanplaatsen.
- Stads- of midibussen met naargelang het merk, de serie en uitvoering 17 of 18 zitplaatsen en 46 tot 74 staanplaatsen.
- Micro- of belbussen met naargelang het merk, de serie en uitvoering 11 of 12 zitplaatsen en 10 of 11 staanplaatsen.

Van Hool en Jonckheere/VDL zijn veruit de meest voorkomende merken. Busbouwer Jonckheere werd in 1994 eerst overgenomen door Berkhof en in 1998 volgde de overname van de Berkhof Jonckheere Groep door VDL Bus & Coach.
| 31 december 2016 | Gelede bus | Standaardbus | Stads- of midibus | Bel- of microbus | TOTAAL |
| ---------------- | ---------- | ------------ | ----------------- | ---------------- | ------ |
| Van Hool         | 589        | 536          | 169               | -                | 1.294  |
| Jonckheere/VDL   | 139        | 548          | 32                | 65               | 784    |
| Berkhof          | 5          | -            | -                 | -                | 5      |
| IVECO            | -          | 157          | -                 | -                | 157    |
| TOTAAL           | 733        | 1.241        | 201               | 65               | 2.240  |

Op de trolleybussen en vijf standaardbussen die vanaf 1995 in de streek van Kortrijk rondreden op cng (aardgas) na, bestond de vloot tot 2008 uitsluitend uit dieselbussen.
Dankzij de technologische vooruitgang en de inzet op vergroening van de vloot verscheen in 2009 de eerste diesel-elektrische hybride bus op het net. In 2014 kocht De Lijn bij Van Hool vijf bussen op waterstof (lijn Antwerpen - Zandvliet) en in 2015 drie elektrische stadsbussen die dienstdoen op een stadslijn in Brugge.
Op 31 december 2016 telde de vloot van De Lijn 211 hybride bussen waarvan 97 Van Hool- en 114 VDL/Jonckheere-bussen.
In juli 2016 maakte De Lijn haar intentie bekend om vanaf 2019 geen dieselbussen meer aan te kopen en enkel nog bussen met schone en hernieuwbare energie.
Voor de bussen streeft De Lijn naar een gemiddelde leeftijd van zeven jaar gezien de afschrijvingsperiode veertien bedraagt.

#### Trambussen
Omdat de aanleg van een nieuwe tramlijn duur is en veel tijd vergt, wil de Vlaamse Regering bepaalde tramprojecten op korte termijn (en eventuele latere opstap naar tram) exploiteren met hoogwaardige (dubbel)gelede bussen, die het trambussen noemt. Sinds 2019 heeft De Lijn hiervoor ExquiCity's van Van Hool, die als eerste ingezet werden in 2020 op de ringtramlijn van het Brabantnet, dat sindsdien de naam Ringtrambus kreeg.

#### Trolleybussen
Tussen 1989 en 2008 had De Lijn twintig gelede Van Hool-trolleybussen type AG280T in dienst voor de Gentse stadslijn 3. De meeste hiervan werden nadien tweedehands verkocht aan de Bulgaarse stad Plovdiv.

#### Exploitanten

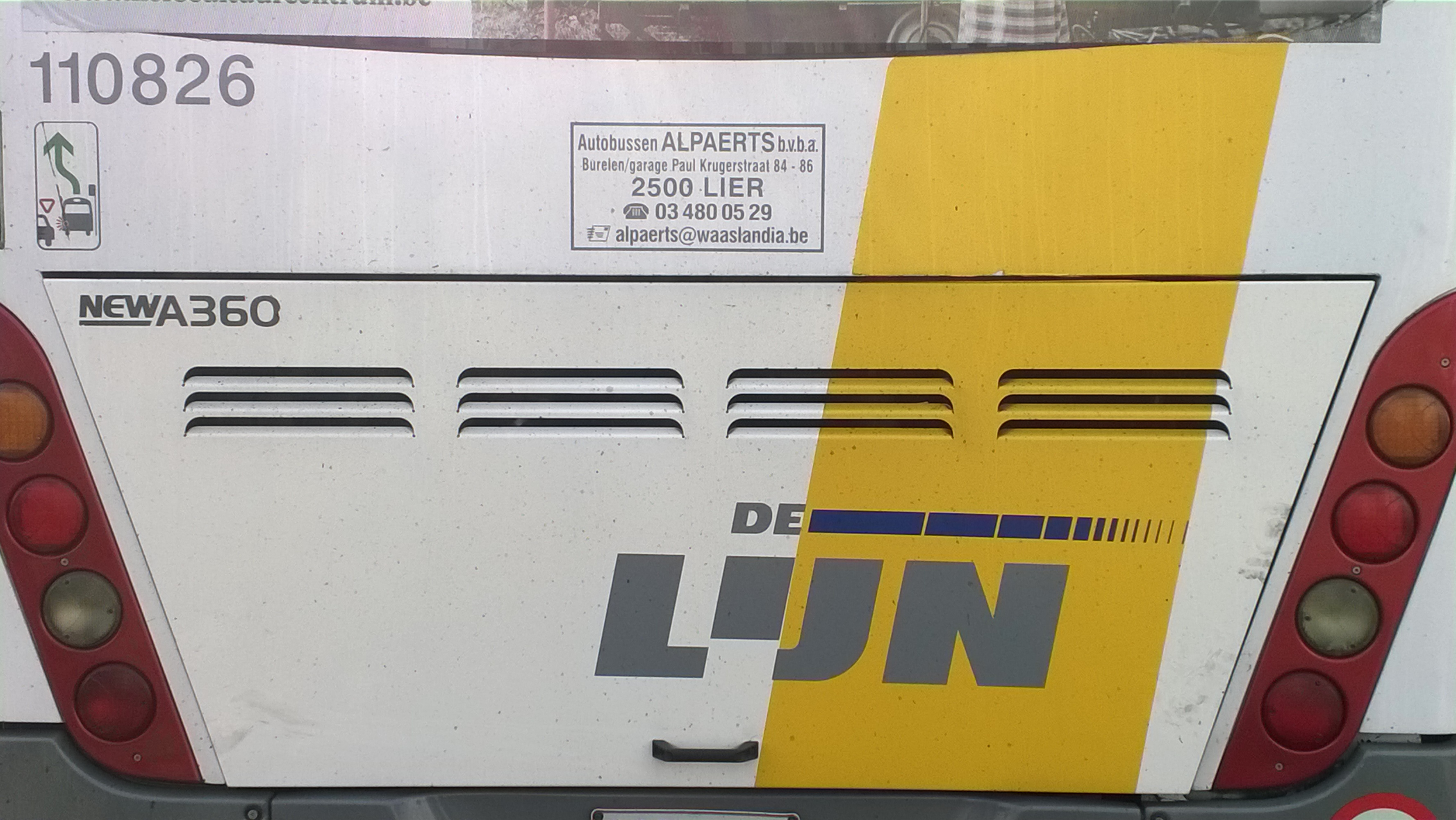
Een bus van een exploitant is herkenbaar aan het voertuignummer (6-cijferig) en de vermelding van firmanaam en adres

Het bussenpark van de exploitanten is doorgaans meer gediversifieerd. De onderaannemers kunnen zelf beslissen welke bussen zij aankopen en inzetten voor zover deze voldoen aan de besteksbepalingen. De bussen dragen dezelfde huisstijl van De Lijn en zijn duidelijk herkenbaar door de vermelding op de achterflank van de naam en het adres van de exploitant en het zescijferig voertuignummer. Het eerste cijfer hiervan komt overeen met het intern entiteitsnummer binnen De Lijn (1 Antwerpen, 2 Oost-Vlaanderen, 3 Vlaams-Brabant, 4 Limburg, 5 West-Vlaanderen).

### Infrastructuur

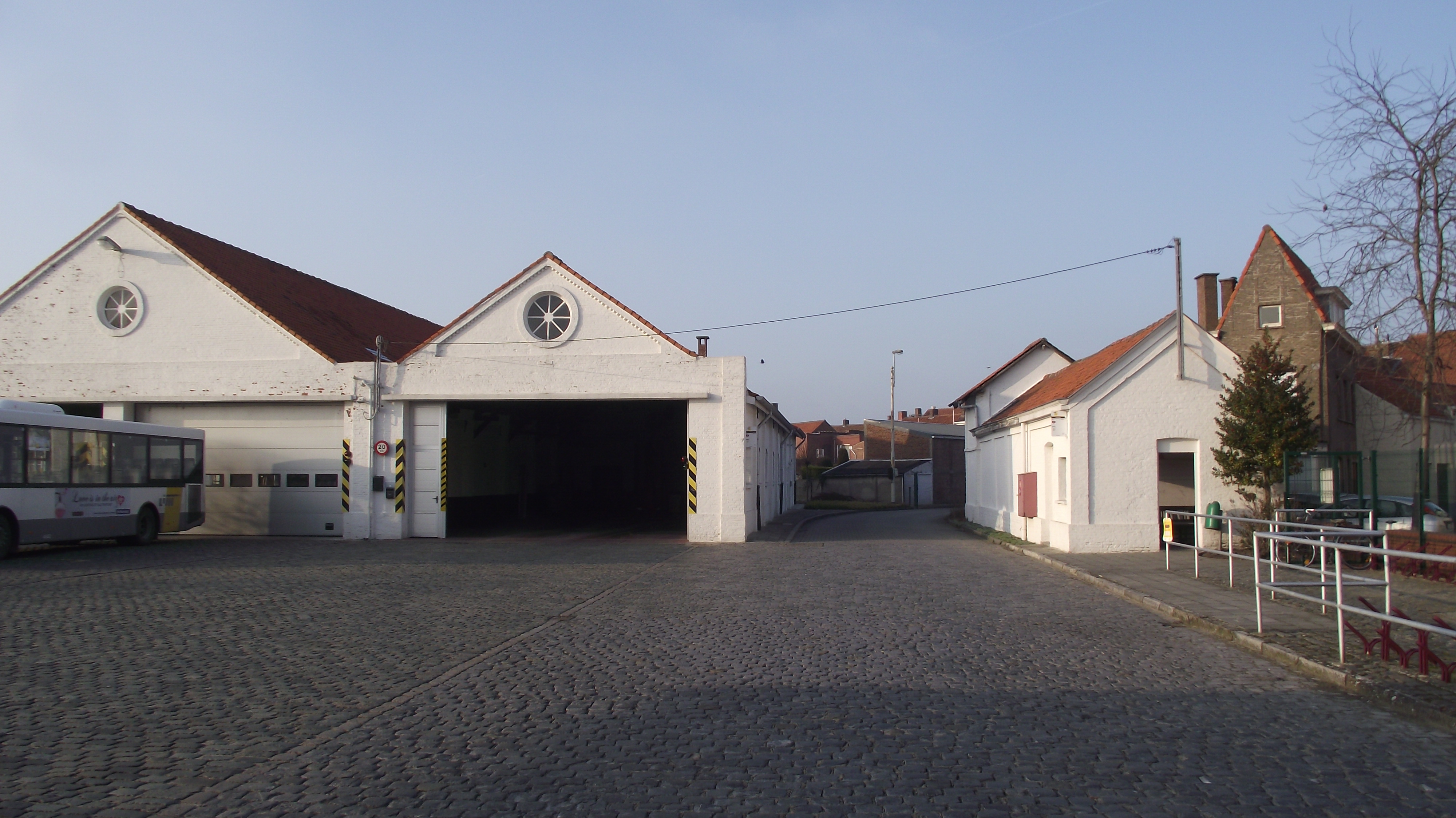
De stelplaats van Geluwe (Wervik) is een van de kleinste maar ook oudste stelplaatsen van De Lijn

De Lijn beschikt over een zeer uitgebreid patrimonium van onroerend goed:
- administratieve gebouwen.
- werkplaatsen, onderhoudscentra, stelplaatsen.
- tramlijnen bestaande uit de sporen, bovenleiding, tractieonderstations en in de premetro van Antwerpen ook seinen.

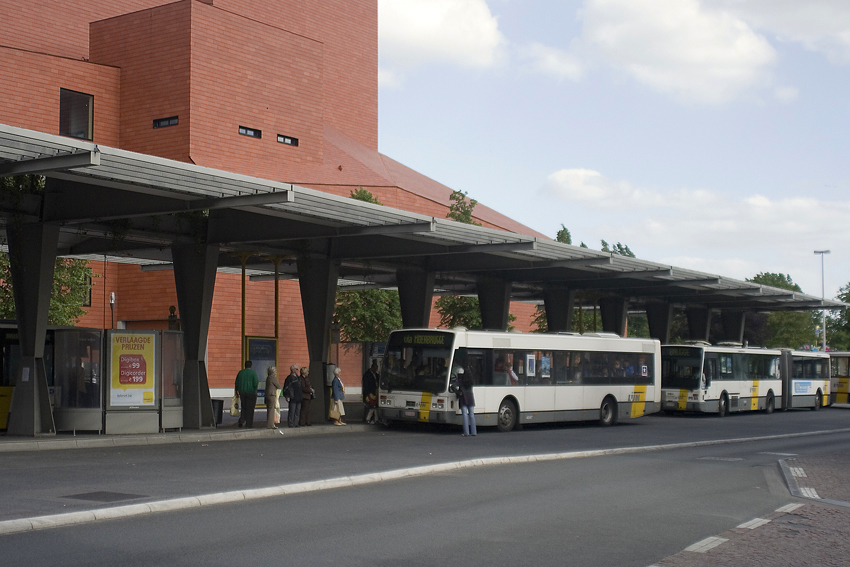
Busstation t Zand in Brugge

- busstations.
- haltes.

#### Haltes
Behalve de haltepaal, het haltebord en de uitgehangen informatie (dienstregeling, netplan, andere informatie), is de halte-infrastructuur (schuilhuisje inclusief zitbank, vuilnisbak en fietsenrek) en het onderhoud ervan een taak van de gemeente.
De meeste grote steden en gemeenten doen voor de halte-accommodatie een beroep op publicitaire firma's die gespecialiseerd zijn in straatmeubilair (JCDecaux, Clear Channel). Deze firma's plaatsen, herstellen en onderhouden de infrastructuur. Publicitair minder interessante gemeenten kunnen beroep doen op halte-accommodatie die door De Lijn in verschillende modellen wordt aangeboden en voor 75% gesubsidieerd wordt. Het onderhoud gebeurt in dat geval door de gemeente zelf of het wordt uitbesteed aan bedrijven die actief zijn in de sociale economie.

#### PPS-projecten
Voor meestal zeer grote en/of complexe projecten maakt De Lijn sinds 2010 gebruik van publiek-private samenwerking (PPS). De Lijn, eventueel samen met een andere aanbestedende overheid (Agentschap Wegen en Verkeer, betrokken stad, …) zet in dit geval een opdracht in de markt die door een privé-partner gefinancierd, gerealiseerd en structureel onderhouden wordt. De overheid gebruikt de infrastructuur en betaalt hiervoor trimestrieel of jaarlijks een beschikbaarheidsvergoeding. Na een lange periode (meestal 25 tot 30 jaar) gaat de infrastructuur terug over naar de overheid.
De privépartner is meestal een projectvennootschap die specifiek voor de realisatie en het beheer van dit project wordt opgericht door de in het project betrokken aannemers en financiers, meestal banken.
De PPS-techniek wordt toegepast door de grote nood aan investeringen en de toepassing van de zogenoemde Maastrichtnorm die onder meer inhoudt dat de globale schuldgraad van de overheid niet verder mag toenemen en het begrotingstekort onder de 3% moet blijven. Binnen De Lijn werd hiervoor in 2007 een specifiek investeringsbedrijf opgericht, nv LijnInvest.

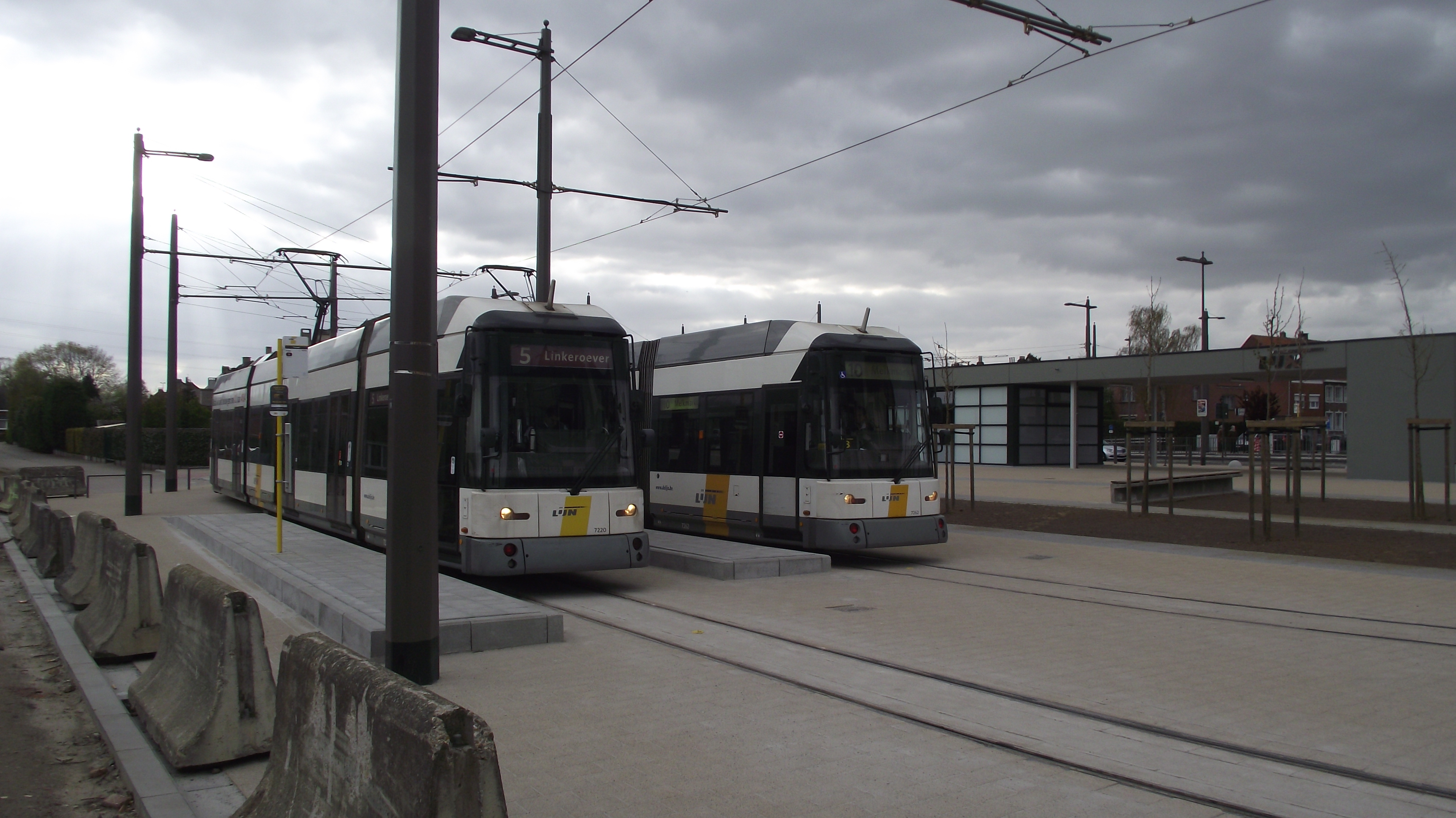
De verlenging van tramlijnen 5 en 10 naar Wijnegem is een onderdeel van Brabo 1 en het resultaat van een PPS

PPS wordt binnen de Vlaamse overheid ook toegepast voor grote wegenprojecten (nv Via-Invest), de scholenbouw (nv School Invest) of de vernieuwing van de Vlaamse Vloot (nv Nautinvest).
De Lijn realiseerde zes projecten met PPS:
- de stelplaats in Tongeren (in gebruik sinds 2011).
- een eerste cluster van drie stelplaatsen: Brugge, Overijse en Zomergem (in gebruik sinds 2011).
- Brabo 1 te Antwerpen (in gebruik sinds 2012).
- LIVAN 1 te Antwerpen (in gebruik sinds 2015).
- een tweede cluster van drie stelplaatsen: Hasselt, Leuven-Noord en Sint-Niklaas (in gebruik sinds 2016).
- Brabo 2 te Antwerpen (in bouw).

### Financieel
Een nagenoeg universeel kenmerk van openbaar vervoer is dat de inkomsten uit het reizigersvervoer onvoldoende zijn om de kosten te dekken. Daarom wordt een min of meer groot deel van de kosten gedekt door een dotatie van de verantwoordelijke overheid.
De mate waarin het bedrijf de uitgaven kan dekken uit de eigen inkomsten wordt gedefinieerd als de kostendekking. Van de kostendekking bestaan er verschillende definities afhankelijk van welke posten in de teller en noemer worden opgenomen. Bij de MIVB wordt de compensatie die het bedrijf van de overheid ontvangt voor het aanbieden van goedkope sociale abonnementen beschouwd als een inkomst terwijl dit bij De Lijn niet het geval is. Daardoor ligt de kostendekking van de MIVB sowieso hoger. De kostendekking van De Lijn vertoont een stijgende lijn, van 14,9% in 2011 naar 15,8% in 2014. In 2015 lag het percentage met 18,7% fors hoger door de sterke stijging van de eigen ontvangsten. De trend zette zich in 2016 door met een kostendekking van 20,3%.
Het budget van De Lijn omvat twee grote posten: een exploitatiebudget en een investeringsbudget.

#### Exploitatiebudget
Het exploitatiebudget omvat de dagelijkse inkomsten en uitgaven van het bedrijf.
De inkomsten zijn, naast de dotatie, de vervoerontvangsten van de reizigers, opbrengsten uit de verkoop van gedesaffecteerde onroerende goederen, oude bussen of schroot en inkomsten uit publiciteit op de bussen en trams. Voor dit laatste heeft De Lijn een specifiek dochterbedrijf, nv LijnCom.
De belangrijkste uitgavenposten voor De Lijn zijn de personeelskosten, de uitgaven voor de exploitanten, de afschrijvingen en de aankoop van verbruiksgoederen (brandstof, elektriciteit …).
|      | Bedrijfskosten in 1000 EUR | Balanstotaal in 1000 EUR |
| ---- | -------------------------- | ------------------------ |
| 2015 | 1 132 307                  | 2 160 239                |
| 2016 | 1 156 589                  | 2 380 995                |
| 2017 |                            |                          |
| 2018 |                            |                          |
| 2019 | 1 197 509                  | 2 687 917                |
| 2020 | 1 242 135                  | 2 663 828                |

#### Investeringsbudget
De Lijn ontvangt van de Vlaamse overheid drie specifieke investeringsbudgetten:
- een budget voor investeringen in infrastructuur, rollend materieel, ICT-materieel en andere kapitaliseerbare goederen of diensten.
- een budget voor de betaling van de beschikbaarheidsvergoedingen voor projecten die gerealiseerd werden met een PPS.
- een budget voor investeringen in stationsomgevingen (Gent Sint-Pieters, Oostende, Roeselare, Kortrijk ...).[42]

## Grote mijlpalen

### De consolidatiejaren
In de eerste jaren focuste De Lijn op de integratie van de drie voormalige bedrijven en op de consolidatie van haar werking: opzetten van een nieuwe organisatiestructuur, integratie van de personeelsstatuten, informaticasystemen, parken van rollend materieel, processen en procedures, … Het opvallende nieuwe logo, de nieuwe huisstijl voor bussen en trams en de integratie van de tarieven en vervoerbewijzen waren voor de buitenwereld het meest in het oog springend.
De Lijn ontstond in een tijdperk waarin de politiek opnieuw meer oog had voor het openbaar vervoer; de regionalisering en de prille overdracht van nieuwe bevoegdheden naar de gewesten was daar niet vreemd aan.
Het aanbod en het aantal reizigers bleef in de eerste jaren vrij constant.

### Mobiliteitsconvenants
Onder impuls van toenmalig minister van mobiliteit Eddy Baldewijns verschenen in 1996 de mobiliteitsconvenants als nieuw beleidsinstrument. Een mobilietitsconvenant was een overeenkomst tussen het Vlaams Gewest, een gemeente en De Lijn met als doel om de verkeersveiligheid te verhogen, de verkeersleefbaarheid te verbeteren en de vervoersvraag te beheersen door middel van ruimtelijke structurering en selectieve bereikbaarheid van de auto, gekoppeld aan een verhoogde bereikbaarheid door een versterking van de alternatieve vervoermiddelen.
Het convenant was tweeledig en bestond enerzijds uit het zogenaamde moederconvenant, waarin de gemeente er zich toe verbond om een mobiliteitsplan op te maken, en anderzijds bijakten. Er waren bijakten die de financiering van de planning regelden en projectbijakten waarin afspraken stonden over de verbetering van de infrastructuur en/of het openbaar vervoer. Deze projecten moesten uiteraard kaderen in de mobiliteitsvisie en het mobiliteitsplan.
Een projectbijakte kon uit verschillende modules bestaan, waarvan meerdere met De Lijn als partner. Op 1 januari 2000 hadden 247 Vlaamse gemeenten een moederconvenant afgesloten. De projecten die in het verlengde daarvan opgestart werden, gingen vooral over de verhoging van het openbaar vervoer, doortochten en fietspaden.
Voor De Lijn waren volgende modules van belang:
- module 7: informatieverschaffing over het openbaar vervoer.
- module 8: aanleg van vrijliggende bus- en/of trambanen.
- module 9: verhoging van het openbaarvervoeraanbod.

De werking met mobiliteitsconvenants werd in 2001 in een decreet gegoten. Dit decreet werd in 2009 opgeheven en geïntegreerd in het nieuwe decreet betreffende het mobiliteitsbeleid.
Dankzij de mobiliteitsconvenants kon De Lijn diverse nieuwe projecten realiseren. In 1996 voorzag de Vlaamse overheid bijvoorbeeld 360 miljoen BEF (8,92 miljoen euro) voor projecten die in 1996 en 1997 werden opgestart zoals een nieuwe hoogfrequente verbinding Zaventem - Vilvoorde, de verhoging van de zaterdagbediening van en naar Leuven en de lancering van een avondlijn in Oostende.
In de begroting 1997 was 450 miljoen BEF (11,16 miljoen euro) gereserveerd voor de versterking van de stads- en voorstadsnetten van Mechelen, Gent, Leuven en Brugge, de hertekening van het stadsnet van Hasselt, Kortrijk en Aalst, nachtbussen in Antwerpen, samenwerking met taxi's in Antwerpen, Mechelen en Turnhout voor de nachtelijke terugkeer van reizigers, versterking van het aanbod van Antwerpen naar Wilrijk en Aartselaar en de invoering van belbussen in de Gentse Kanaalzone, het Meetjesland en tussen Veurne en Diksmuide.

### Tariefbeleid
Een zeer belangrijke stap in het vergroten van de toegankelijkheid van het openbaar vervoer volgde in het begin van de jaren 2000 met de invoering van netabonnementen en het gratis vervoer voor bepaalde doelgroepen, waaronder de 65-plussers.
Het op dat ogenblik nog ingewikkelde tariefsysteem werd drastisch vereenvoudigd door een hele reeks verouderde en nog nauwelijks gebruikte vervoerbewijzen af te schaffen. Het meest in het oog springend was de afschaffing van alle soorten abonnementen en de vervanging ervan door netabonnementen, zonder geografische beperking en dus geldig op het gehele net van De Lijn. Bovendien werden de prijzen van de abonnementen drastisch verlaagd in die mate dat ze zelfs goedkoper werden dan een voormalig stadsabonnement.
Dit tariefbeleid had voordelen:
- voor De Lijn een drastische administratieve vereenvoudiging omdat voor de berekening van de prijs geen sectietabellen meer moesten geraadpleegd en dus bijgehouden worden;
- voor de reiziger een veel groter gebruiksgemak en -vrijheid omdat hij nu overal van De Lijn kon gebruik maken zonder beperking van traject, stad of gebied.

Hoewel de verkoop drastisch toenam, ook door de gelijktijdige invoering van derdebetalersystemen, ging dit gepaard met een daling van de eigen vervoerontvangsten van De Lijn. In ruil ontving het bedrijf hiervoor een extra compensatie van de Vlaamse overheid.
De invoering van het gratis vervoer voor de 65-plussers was een schot in de roos en bovendien zeer populair. Het werd door het toenmalig beleid vooral verdedigd vanuit sociaal oogpunt om deze doelgroep opnieuw meer te laten deelnemen aan het maatschappelijk leven. Al gauw werd dit initiatief van het Vlaams Gewest gevolgd door de twee andere gewesten en op 1 juli 2000 voerde ook de NMBS een zeer voordelig seniorentarief in.

### Basismobiliteit

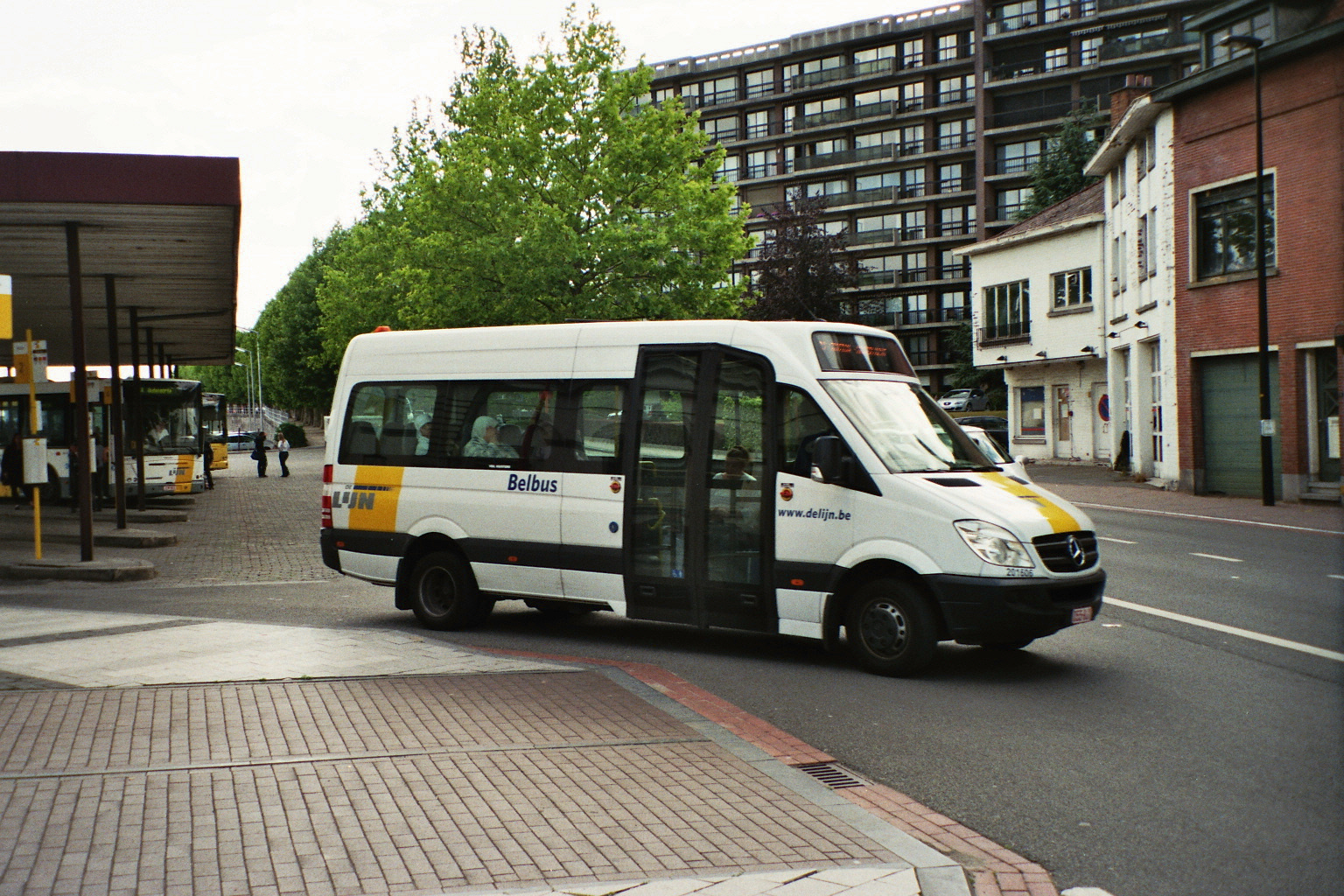
De basismobiliteit was veel meer dan de invoering van belbussen in landelijke gebieden

Een volgende belangrijke stap in de verdere uitbouw van het aanbod bestond uit de invoering van basismobiliteit. Het uitgangspunt was om in geheel Vlaanderen een genormeerd basisaanbod aan openbaar vervoer te voorzien. Het idee ontstond vanuit de vaststelling dat
- heel wat en voornamelijk landelijke gebieden nauwelijks toegang hadden tot openbaar vervoer, en
- het aanbod tussen vergelijkbare steden of gebieden soms heel verschillend was.

Zo hadden centrumsteden zoals Genk of Roeselare tot aan de invoering van basismobiliteit nauwelijks een stadsbediening. Het aanbod in qua grootte vergelijkbare steden zoals Aalst en Hasselt, was totaal verschillend. Legendarisch waren de blinde vlekken van openbaar vervoer in landelijke gebieden zoals de Westhoek, het Meetjesland, grote delen van de Kempen, Haspengouw, ...
De basisregels werden in 2002 vastgelegd door de Vlaamse Regering:
- invoering in de op de gewestplannen aangeduide woonzones.
- onderscheid naar type gebied: stedelijk, randstedelijk, kleinstedelijk en buitengebied.
- binnen het tijdsvenster van 6 tot 21 uur op weekdagen en van 8 tot 23 uur op zater-, zon- en feestdagen.
- bedieningsfrequentie: onderscheid tussen weekdagen enerzijds, zater-, zon- en feestdagen anderzijds.
- bedieningsfrequentie op weekdagen verschillend tussen de spits- en daluren.
- maximale wandelafstand tot een halte, afhankelijk van het type gebied.

| Frequenties in woonzones in                                                                | stedelijk gebied                 | rand- en kleinstedelijk gebied   | buitengebied                     |
| Frequenties in woonzones in                                                                | (aantal vervoerdiensten per uur) | (aantal vervoerdiensten per uur) | (aantal vervoerdiensten per uur) |
| ------------------------------------------------------------------------------------------ | -------------------------------- | -------------------------------- | -------------------------------- |
| Week spits (06.00 tot 09.00 uur en 16.00 tot 19.00 uur + woensdag van 11.45 tot 13.45 uur) | 4                                | 3                                | 2                                |
| Week dal (09.00 tot 16.00 uur en 19.00 tot 21.00 uur)                                      | 3                                | 2                                | 1                                |
| Zater-, zon- en feestdagen (08.00 tot 23.00 uur)                                           | 2                                | 1                                | 1                                |
| Maximum loopafstand tot de halte                                                           | 500 meter                        | 650 meter                        | 750 meter                        |

Gezien basismobiliteit niet overal tegelijk kon ingevoerd worden, stelde de Vlaamse overheid een objectieve prioriteitenlijst op met de rangschikking van de 308 Vlaamse gemeenten. De gemeenten die het slechtst scoorden ten opzichte van de normen kwamen eerst aan bod. Omwille van de praktische uitvoerbaarheid werd de basismobiliteit soms tegelijk ingevoerd in enkele aaneengrenzende gemeenten.
De prioriteitenlijst werd jaarlijks opgemaakt en gepubliceerd. Tegelijkertijd werd de lijst bepaald van de gemeenten waar basismobiliteit van toepassing was. In het geval toch niet aan de minimumnormen was voldaan, kon een benadeelde burger in dit geval op kosten van de overheid een taxi inschakelen om zich te verplaatsen.
De Lijn ontving voor de realisatie jaarlijks een extra en recurrente dotatie van circa 25 miljoen euro. Het project werd tegen eind 2006 afgerond op een invullingsgraad van circa 90%.

### Netmanagement

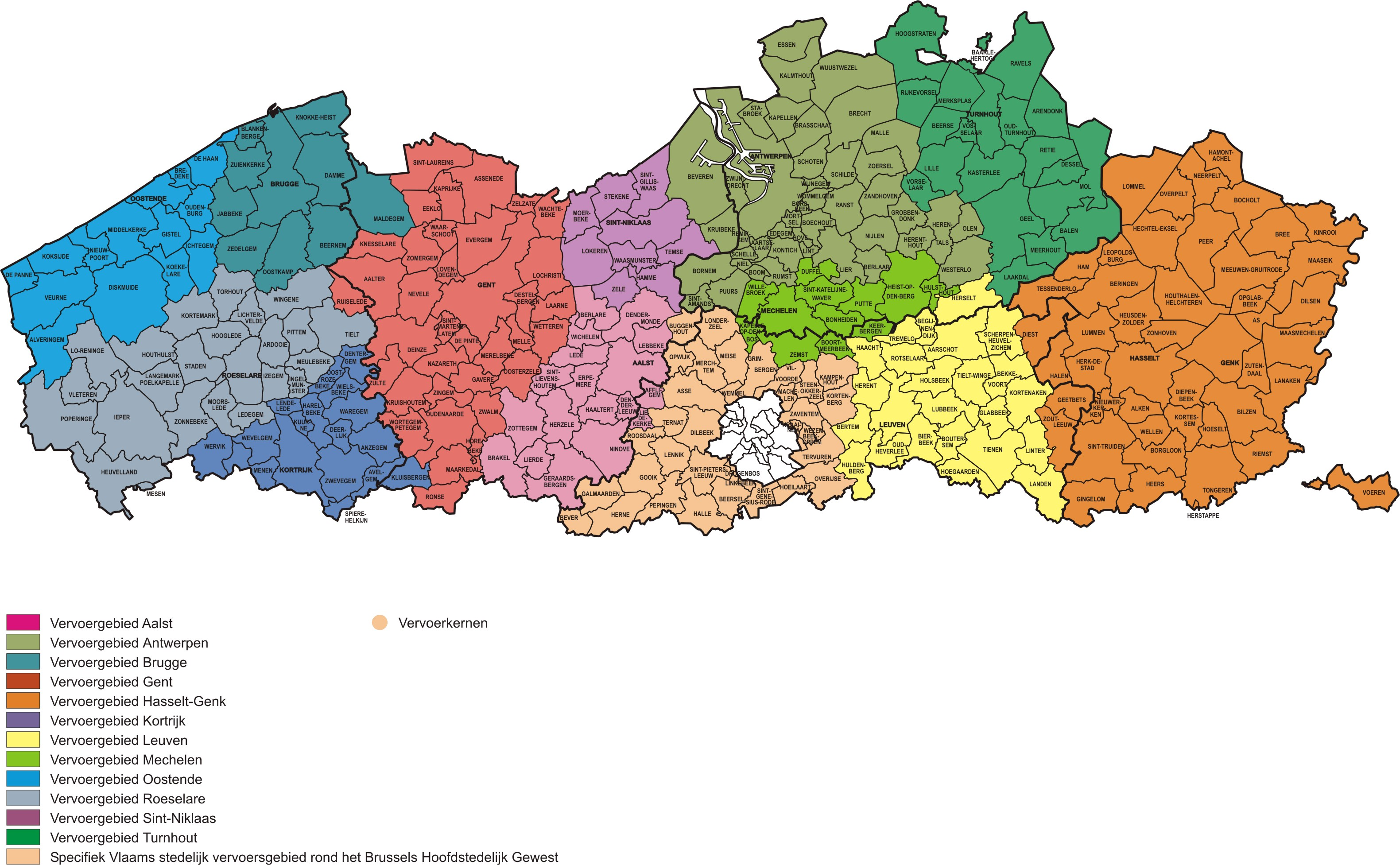
Indeling van het Vlaams Gewest in dertien vervoerregio's

Na de basismobiliteit schakelden de Vlaamse overheid en De Lijn over op netmanagement dat tot doel had om de basismobiliteit die vooral aanbodgericht was, te vervolledigen met meer vraaggestuurde lijnen in functie van een maximale bereikbaarheid, de versterking van het woon-werk- en het woon-schoolvervoer, de verdere bestrijding van de congestie en het invullen van missing links.
Zo kwamen er in 2007 al niet minder dan veertien projecten bij: de versterking van het aanbod in de Noorderkempen, de invoering van de (evenementen-)tramlijn 6 in Antwerpen, drie nieuwe snelbuslijnen tijdens de spits in Limburg, de opzet van een lokaal busnet in Maasmechelen, de frequentieverhoging van de tram- en trolleybuslijnen en een flinke uitbreiding van het nachtaanbod in Gent.
Voor de prioritering van de projecten hield De Lijn rekening met de netto-reizigerswinst, de impact op de modal shift (verschuiving van privé-autogebruik naar openbaar vervoer, fiets en te voet gaan), de modal shift in het woon-werkverkeer, de nettokost, het milieu, de verkeersveiligheid en structurele capaciteitsproblemen.
Ook in 2008 en 2009 kwamen er nog heel wat nieuwe projecten, lijnen en ritten bij. De financieel-economische crisis in 2010 maakte een abrupt einde aan deze snelle groei en de uitbreidingen maakten plaats voor besparingen, niet alleen bij De Lijn maar bij de hele Vlaamse overheid. Tot 2013 ging dit gepaard met een lichte daling van het aanbod om zich vanaf dan te handhaven op circa 207,5 miljoen kilometer per jaar.
Een van de belangrijkste uitgangspunten van netmanagement was de indeling van het Vlaams Gewest in dertien vervoergebieden: één rond elk van elf Vlaamse centrumsteden, een twaalfde rond de bipool Hasselt-Genk en een dertiende als Vlaams stedelijk vervoergebied rond het Brussels Hoofdstedelijk Gewest. Vervoergebieden werden gedefinieerd als geheel van gemeenten die samenhangen inzake mobiliteit en bestaan uit een vervoerkern (de centrumstad) en een invloedsgebied (de gemeenten die gericht zijn op die stad).
Het netmanagement was echter van te korte duur om de vervoerregio's tot leven te wekken.

### START-lijnen

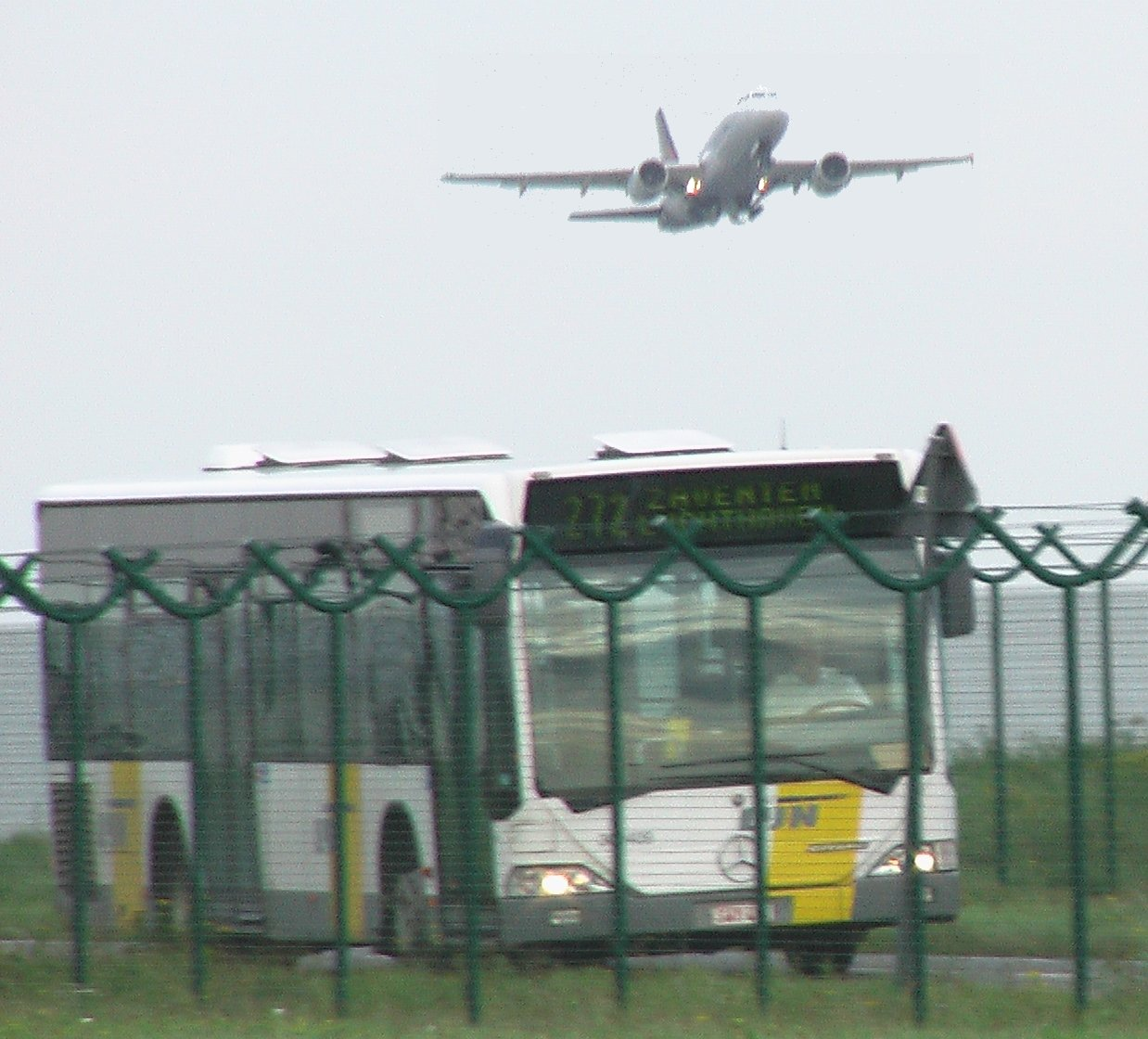
Mercedes Benz Citaro I op START-lijn 272 op een afgesloten ringweg rond het luchthavendomein, tussen Cargo en Luchthaven

Een belangrijk initiatief dat vooral in 2007 en 2008 een grote impact had op de entiteit Vlaams-Brabant was de opstart van niet minder dan dertien nieuwe rechtstreekse buslijnen tussen de luchthaven van Zaventem en de ruime regio. Sommige bestemmingen zoals Merchtem, Dilbeek en Kapelle-op-den-Bos lagen zelfs op meer dan 20 km afstand. Deze lijnen waren een van de maatregelen van het START-initiatief dat tot doel om de luchthavenregio te versterken en de bediening en bereikbaarheid ervan door het openbaar vervoer te verbeteren.

### Mobiliteitsvisie 2020

#### Oorsprong
Op 21 april 2009 lanceerde De Lijn haar ambitieus plan Mobiliteitsvisie De Lijn 2020 dat de grote lijnen weergaf van het op lange termijn gewenste basisnet van openbaar vervoer in het Vlaams Gewest. Het plan vertrok vanuit het Ruimtelijk Structuurplan Vlaanderen en de in het netmanagement opgegeven regels. Belangrijke uitgangspunten waren:
- de opbouw van een gehiërarchiseerd netwerk bestaande uit treinlijnen, lichtgewichttreinlijnen, (snel)tramlijnen en (snel)buslijnen.
- knooppunten op diverse niveaus teneinde vaste, gewaarborgde en cyclisch terugkerende aansluitings- en dus overstapmogelijkheden te creëren.
- een sterke inzet op ontwerpeisen zoals frequentie, commerciële snelheid en halte-afstanden.

Een goede doorstroming speelde hierin een zeer belangrijke rol. Om het openbaar vervoer qua reistijd aantrekkelijk te maken ten opzichte van het privé-vervoer werd gebruik gemaakt van de zogenaamde Vf-factor of reistijdverhouding. Voor een bepaald traject is dit de verhouding tussen de reistijd met het openbaar vervoer en deze met de auto. Een Vf-factor van 1 wil zeggen dat een traject even snel met het openbaar vervoer als met de auto kan afgelegd worden. Hoe lager de Vf-factor, hoe aantrekkelijker het openbaar vervoer.
Het plan was tegelijk een integratie en bundeling van diverse, reeds lokaal en regionaal bestaande toekomstplannen voor het openbaar vervoer: het Spartacusplan in Limburg, het Brabantnet in Vlaams-Brabant, het Neptunusplan in West-Vlaanderen en de Pegasusplannen in Gent en Antwerpen. Deze laatste was een verdere uitwerking van het Masterplan Antwerpen.
Het meest opvallende van de Mobiliteitsvisie 2020 was de in totaal meerdere honderden km nieuwe tramlijnen op assen die samenvielen met in de jaren 1950 en 1960 opgeheven buurttramlijnen (Antwerpen - Malle, Brussel - Ninove, Brussel - Aalst, Brussel - Haacht, Brussel - Halle, Leuven - Tervuren, Leuven - Diest, …) of spoorlijnen (Sint-Niklaas - Hamme - Dendermonde, Dendermonde - Aalst) of op nieuwe trajecten (Roeselare - Kortrijk, Oostende - Jabbeke - Brugge ...).
Het plan werd niet toevallig gelanceerd net voor de regionale verkiezingen van 7 juni 2009 met het oog op (een begin van) realisatie tijdens de volgende legislatuur. Het Vlaams Regeerakkoord 2009-2014 maakte geen melding van concrete projecten maar engageerde zich wel tot tramprojecten in alle Vlaamse provincies.

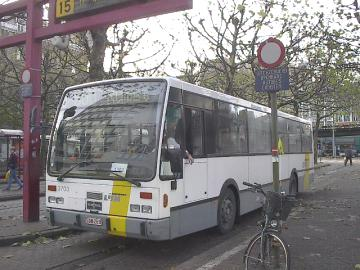
Door een verdere vertramming streeft De Lijn naar minder bussen in het centrum van Antwerpen. Van Hool A600 op het busstation Franklin Rooseveltplaats.

Omwille van de financieel-economische crisis en de besparingen die zich vanaf 2010 begonnen te voelen, werden slechts een beperkt aantal projecten gestart en/of gerealiseerd:
- het project Brabo 1 te Antwerpen bestaande uit de verlenging van tramlijnen 5 en 10 tot Wijnegem, tramlijn 15 tot Boechout (P+R Capenberg) en de bouw van een nieuwe stelplaats te Deurne.
- het project LIVAN 1 te Antwerpen omvattende de indienststelling van de reuzenpijp onder de Carnotstraat en Turnhoutsebaan en het premetrostation Zegel enerzijds en de verlenging van het tramnet langs de Florent Pauwelslei en de Ruggeveldlaan tot aan de P+R Wommelgem anderzijds. Dit traject wordt sinds 18 april 2015 bediend door tramlijn 8.
- de uitbreiding van het Gentse tramnet, meer bepaald lijn 4 naar het UZ Gent (geopend op 13 maart 2016)[53] en lijn 21 naar Zwijnaarde (geopend op 6 november 2016).

#### Projecten in uitvoering of ter studie
Het Vlaams Regeerakkoord 2014-2019 maakt wel melding van concrete projecten en maakt een onderscheid tussen beslist beleid dat verder prioritair wordt uitgewerkt en verbindingen die worden onderzocht.

##### Beslist beleid
- Brabo 2 te Antwerpen; de werken hiervoor startten in 2015 en omvatten de volledige heraanleg van de Noorderleien, de verlenging van het tramnet tot het Eilandje enerzijds en de Havanasite anderzijds, de heraanleg van de Franklin Rooseveltplaats en de ombouw van het premetrostation Opera tot een kruisstation.
- The Loop in de omgeving van Flanders Expo te Gent.
- tramlijn Hasselt - Maastricht in samenwerking met Nederland (sneltramlijn 1 van het Spartacusplan).
- de tramtunnel in het kader van Ship-project (bouw nieuwe zeesluis) te Zeebrugge.
- de drie prioritaire tramlijnen van het Brabantnet: ringtram Jette - Vilvoorde - Brussels Airport, Brussels Airport - Brussel, sneltram A12 Willebroek - Brussel.
- de vervanging van de uit het begin van de jaren 1980 daterende kusttrams.

##### Te onderzoeken
- premetrokoker onder de Kerkstraat - Pothoekstraat te Antwerpen: onderzoek naar de optimale benutting van de bestaande ongebruikte premetrokoker.
- tramlijn Hasselt - Genk - Maasmechelen (sneltramlijn 2 van het Spartacusplan).
- de verbinding Hasselt - Neerpelt - Lommel (lijn 3 van het Spartacusplan), onder de vorm van een door de NMBS te realiseren light-trainverbinding.
- te Gent de tramverbinding Dampoort – Zuid – Sint-Pietersstation – Sint-Denijs-Westrem (buslijn 7) en dan vervolgens de tramverbinding Mariakerke – Korenmarkt – Dampoort (buslijn 3).
- de tramverbinding Koksijde – Veurne, onderdeel van het Neptunusplan.
- hoogwaardig openbaarvervoerverbinding Kortrijk Station - Hoog Kortrijk.
- de spoorverbinding Brugge - Zeebrugge: in functie van de specifieke vervoersvraag en een MKBA-studie wordt onderzocht hoe de kwaliteit kan verhoogd worden.
- tramverlenging Olympiade - Wilrijk.
- tramverlenging Mortsel - Kontich.

### Basisbereikbaarheid (vanaf 2022)

#### Invoering van de basismobiliteit
Een eerste fase startte in juli 2023.
Op 6 januari 2024 ging een grotere wijziging in, waarbij meer dan 3.000 haltes verdwenen (17% van het totaal). Bussen werden meer geconcentreerd op lijnen met grotere vraag. Haltes waar het openbaar vervoer niet regelmatig stopt, werden "flexhaltes", waarbij gereserveerd moet worden.

#### Principes
De evolutie naar een meer vraaggestuurd aanbod (zie netmanagement) en een sterkere hiërarchisering van het aanbod (zie Mobiliteitsvisie 2020) bracht het beleid tot het nieuwe concept basisbereikbaarheid. Dit werd meer geconcretiseerd in een Conceptnota basisbereikbaarheid die op 18 december 2015 goedgekeurd werd door de Vlaamse Regering. Uitgangspunten van basisbereikbaarheid zijn:
- een meer vraaggestuurd aanbod in tegenstelling tot basismobiliteit dat een aanbodmodel is.
- een geïntegreerde benadering van alle vervoermodi gaande van trein, sterke reguliere bus- en tramlijnen tot collectieve taxi's en buurtbussen.
- een sterke inzet op combimobiliteit met een belangrijke rol in het voor- en natraject voor deelfietsen, autodelen … als onderdeel van combimobiliteit;
- de opbouw van een vierlagig netwerk:
  - het treinnet: de ruggengraat van het openbaar vervoer.
  - het kernnet: de ruggengraat van het stads- en streekvervoer tussen kernen, centraal gelegen attractiepolen bedienen, voorsteden en steden.
  - het aanvullend net dat het kernnet ondersteunt via meer ontsluitende lijnen en functionele lijnen die sterk gericht zijn op het woon-werk- en woon-schoolverkeer.
  - het vervoer op maat met lokale vervoeroplossingen zoals het leerlingenvervoer in het bijzonder onderwijs, vraagafhankelijk vervoer, aangepast vervoer voor rolstoelgebruikers, buurtbussen, collectieve taxi's, bediening van bedrijvenzones …
- Een sterke samenwerking met de steden en gemeenten.

#### Vervoerregio's
Deze samenwerking wordt gewaarborgd door de invoering van vervoerregio's waarvan de afbakening in principe samenvalt met deze van het begin van de jaren 2000 (zie netmanagement).
De vervoerregio's hebben de taak een allesomvattend mobiliteitsplan op te maken voor hun regio waarin ook flankerende maatregelen zoals de aanleg van P+R, het parkeerbeleid en doorstromingsmaatregelen aan bod moeten komen. Ze worden bestuurd worden door een vervoerregioraad waar naast de betrokken steden en gemeenten, ook het departement Mobiliteit & Openbare Werken, het Agentschap Wegen en Verkeer, De Lijn, NMBS, Infrabel … deel van uitmaken.
Deze raad zal de invulling van de basisbereikbaarheid bewaken, sturen en evalueren als volgt:
- adviseren van het kernnet dat door De Lijn wordt bepaald, georganiseerd en gereden.
- beslissen over het aanvullend net dat door De Lijn wordt georganiseerd en gereden.
- beslissen over en organiseren van het vervoer op maat.

### Beheersovereenkomst 2023-2027
Nadat de vorige beheersovereenkomst in 2020 afliep en stilzwijgend verlengd werd, werd er in juni 2022 een nieuwe afgesproken tussen het overheidsbedrijf en de Vlaamse regering.
De Lijn kreeg meer autonomie wat betreft het aanbod en de ticketprijzen. De tickets zouden daardoor duurder kunnen worden in de spits en goedkoper in de daluren. De sociale tarieven blijven wel nog de bevoegdheid van de Vlaamse regering.
Het aandeel van de privé-exploitanten (pachters) zal stijgen van 48 tot 53 % van de gereden kilometers, of 10 miljoen extra kilometer. In contractwaarde betekent dit een stijging van 29,3 % tot 33 %.
De basistoelage voor De Lijn blijft gelijk, maar het investeringsbudget (gebruikt voor onder andere stations en vergroening) stijgt jaarlijks met 120 miljoen euro.